# バスク地方
歴史的な領域としてのバスク地方（バスクちほう、バスク語：Euskal Herria）は、バスク人とバスク語の歴史的な故国を指す概念である。ピレネー山脈の両麓に位置してビスケー湾に面し、フランスとスペインの両国にまたがっている。
スペイン側にはバスク州の3県とナバーラ州の計4領域があり、フランス側にはフランス領バスクの3領域がある。バスク・ナショナリズム運動の中で「サスピアク・バット」（7つは1つ）というスローガンが掲げられ、7領域からなるバスク地方の地理的範囲が示された。バスク地方全体の旗としてイクリニャ（バスク国旗）が、バスク地方のシンボルとしてラウブル（バスク十字）がある。

## 地域区分

バスク国の構成

歴史的なバスク地方は、南バスクまたはスペイン・バスクと呼ばれるスペイン領土の4地域、北バスクまたはフランス領バスクと呼ばれるフランス領土の3地域の計7領域からなる。バスク地方全体の面積は20,947km2であり、2005年から2011年の調査に基づいた人口は約308万人、人口密度は約149人/km2であり、スペイン全体やフランス全体の人口密度と同程度である。バスク州に約210万人（約70%）、ナバーラ州に約60万人（約20%）、フランス領バスクに約30万人（約10%）が住む。人口の偏りは激しく、人口の1/3がビルバオ都市圏に居住しており、ビスカヤ県の人口密度は約500人/km2に達するのに対して、バス＝ナヴァールやスールの人口密度は約20人/km2でしかない。

### 南バスク
南バスク（スペイン・バスク）4地域はバスク語ではエウスカディと表記され、いずれもスペインの県に位置づけられている。このうち西部の3地域（アラバ県、ビスカヤ県、ギプスコア県の3県）は、1979年から面積7,234km2のバスク州を構成し、「バスク3県」とも呼ばれるバスク地方の中核的な地域である。東部の1地域（ナバーラ県）は1982年から単独で面積10,391km2のナバーラ州を構成しており、面積はバスク州3県の合計より大きい。南バスク全体の面積は17,955km2であり、2010年と2011年の調査に基づく人口は2,810,331人である。アラバ県内にあるカスティーリャ・イ・レオン州の飛び地トレビニョとビスカヤ県内にあるカンタブリア州の飛び地バリェ・デ・ビリャベルデはバスク州には含まれないが、バスク地方の範囲には含まれる場合がある。
| 地域         | 地域      | 地域       | 地域       | 地域               | 中心都市             | 中心都市   | 中心都市           |
| 日本語名     | 面積(km2) | 人口（人） | バスク語名 | カスティーリャ語名 | 日本語名             | バスク語名 | カスティーリャ語名 |
| ------------ | --------- | ---------- | ---------- | ------------------ | -------------------- | ---------- | ------------------ |
| アラバ県     | 3,316     | 317,016    | Araba      | Álava              | ビトリア＝ガステイス | Gasteiz    | Vitoria            |
| ビスカヤ県   | 2,236     | 1,151,708  | Bizkaia    | Vizcaya            | ビルバオ             | Bilbo      | Bilbao             |
| ギプスコア県 | 1,980     | 700,314    | Gipuzkoa   | Guipúzcoa          | サン・セバスティアン | Donostia   | San Sebastián      |
| ナバーラ州   | 10,421    | 641,293    | Nafarroa   | Navarra            | パンプローナ         | Iruña      | Panplona           |

### 北バスク
北バスク（フランス領バスク）3地域はバスク語では Iparraldea（イパラルデア）と表記され、フランスのピレネー＝アトランティック県の一部である。1990年代後半から2013年までは暫定的にバスク地方という行政区分がなされたものの、現在は北バスクを単独で管轄する行政区分は存在しない。北バスクの面積は2,992 km2であり、2005年の国勢調査による人口は272,103人である。
| 地域             | 地域      | 地域       | 地域             | 地域          | 中心都市                     | 中心都市        | 中心都市              |
| 日本語名         | 面積(km2) | 人口（人） | バスク語名       | フランス語名  | 日本語名                     | バスク語名      | フランス語名          |
| ---------------- | --------- | ---------- | ---------------- | ------------- | ---------------------------- | --------------- | --------------------- |
| ラブール         | 855       | 227,754    | Lapurdi          | Labourd       | バイヨンヌ                   | Baiona          | Bayonne               |
| バス＝ナヴァール | 1,322     | 28,835     | Nafarroa Beherea | Basse-Navarre | サン＝ジャン＝ピエ＝ド＝ポル | Donibane Garazi | St. Jean Pied de Port |
| スール           | 814       | 15,514     | Zuberoa          | Soule         | モレオン＝リシャール         | Maule           | Mauleon               |

### 自治体
|    | 自治体               | 地域名                 | 人口      |
| -- | -------------------- | ---------------------- | --------- |
| 1  | ビルバオ             | 南バスク・ビスカヤ県   | 344,127人 |
| 2  | ビトリア＝ガステイス | 南バスク・アラバ県     | 253,672人 |
| 3  | パンプローナ         | 南バスク・ナバーラ州   | 203,418人 |
| 4  | サン・セバスティアン | 南バスク・ギプスコア県 | 188,743人 |
| 5  | バラカルド           | 南バスク・ビスカヤ県   | 100,535人 |
| 6  | ゲチョ               | 南バスク・ビスカヤ県   | 76,365人  |
| 7  | イルン               | 南バスク・ギプスコア県 | 62,635人  |
| 8  | バイヨンヌ           | 北バスク・ラプルディ   | 51,943人  |
| 9  | サントゥルツィ       | 南バスク・ビスカヤ県   | 45,749人  |
| 10 | ポルトゥガレテ       | 南バスク・ビスカヤ県   | 44,800人  |
| 11 | バサウリ             | 南バスク・ビスカヤ県   | 4,324人   |
| 12 | エレンテリア         | 南バスク・ギプスコア県 | 39,023人  |
| 13 | アングレット         | 北バスク・ラプルディ   | 37,934人  |
| 14 | トゥデラ             | 南バスク・ナバーラ州   | 37,247人  |
| 15 | レイオア             | 南バスク・ビスカヤ県   | 32,172人  |
| 16 | ビアリッツ           | 北バスク・ラプルディ   | 25,532人  |

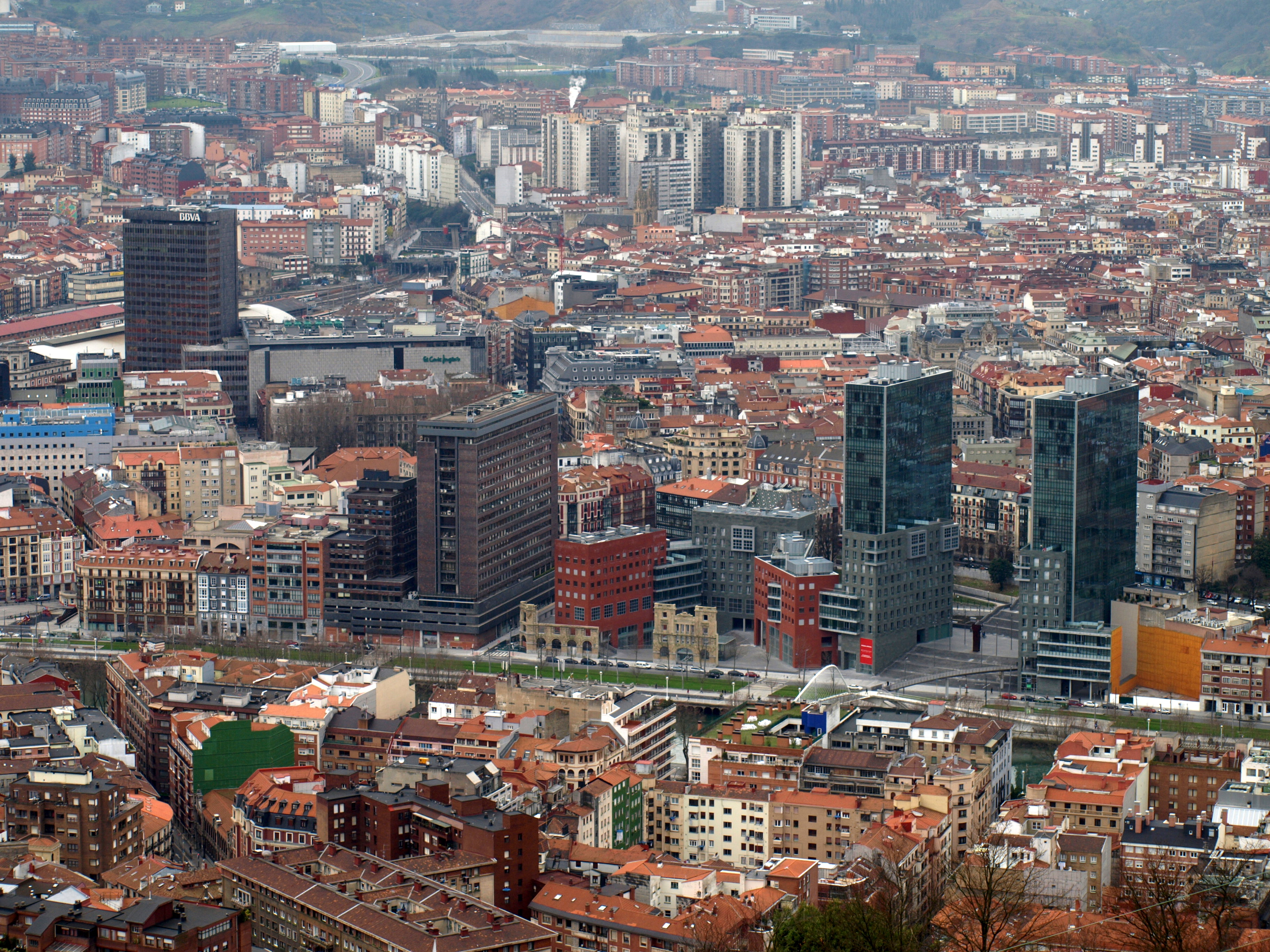
ビルバオ（ビスカヤ県）
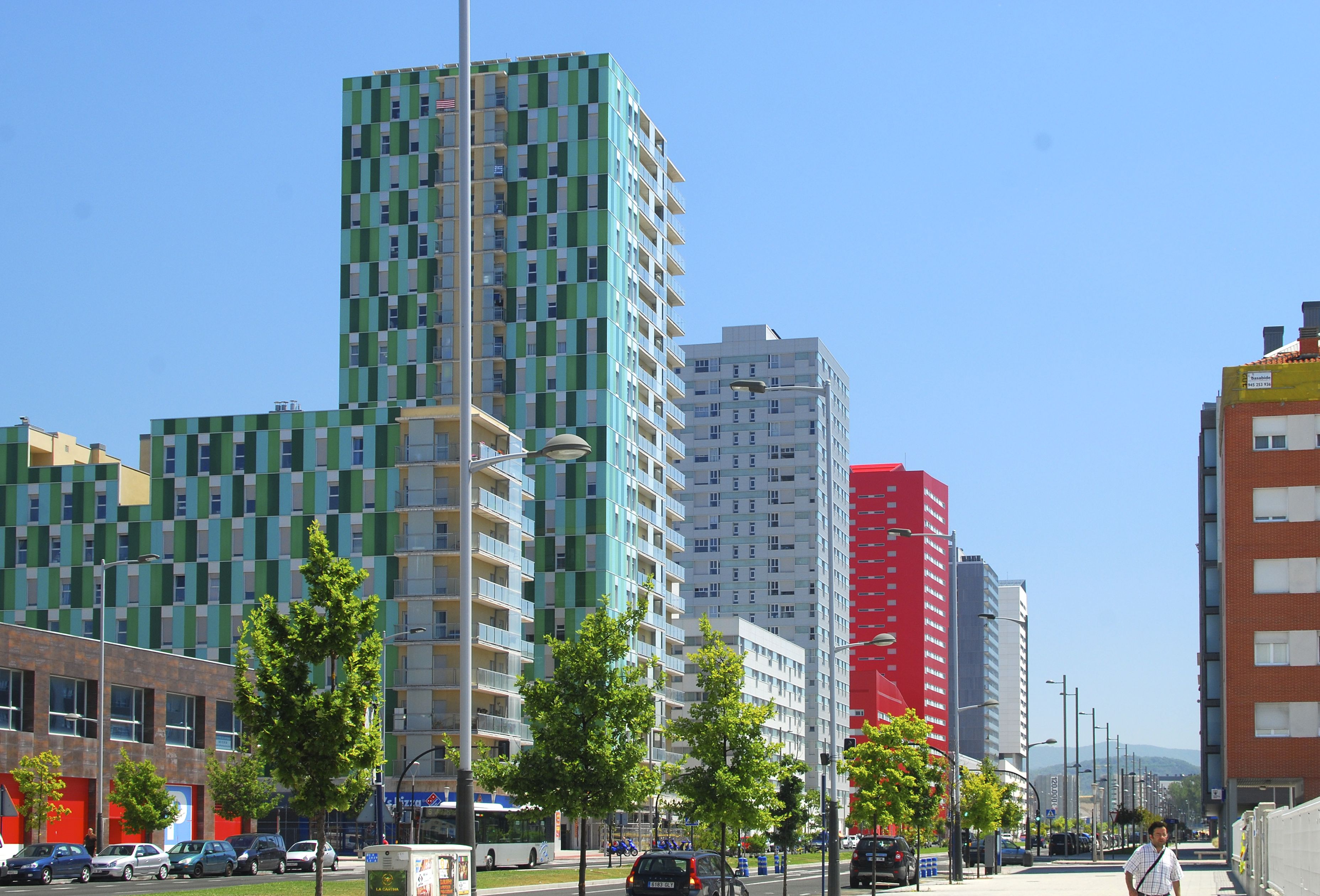
ビトリア＝ガステイス（アラバ県）
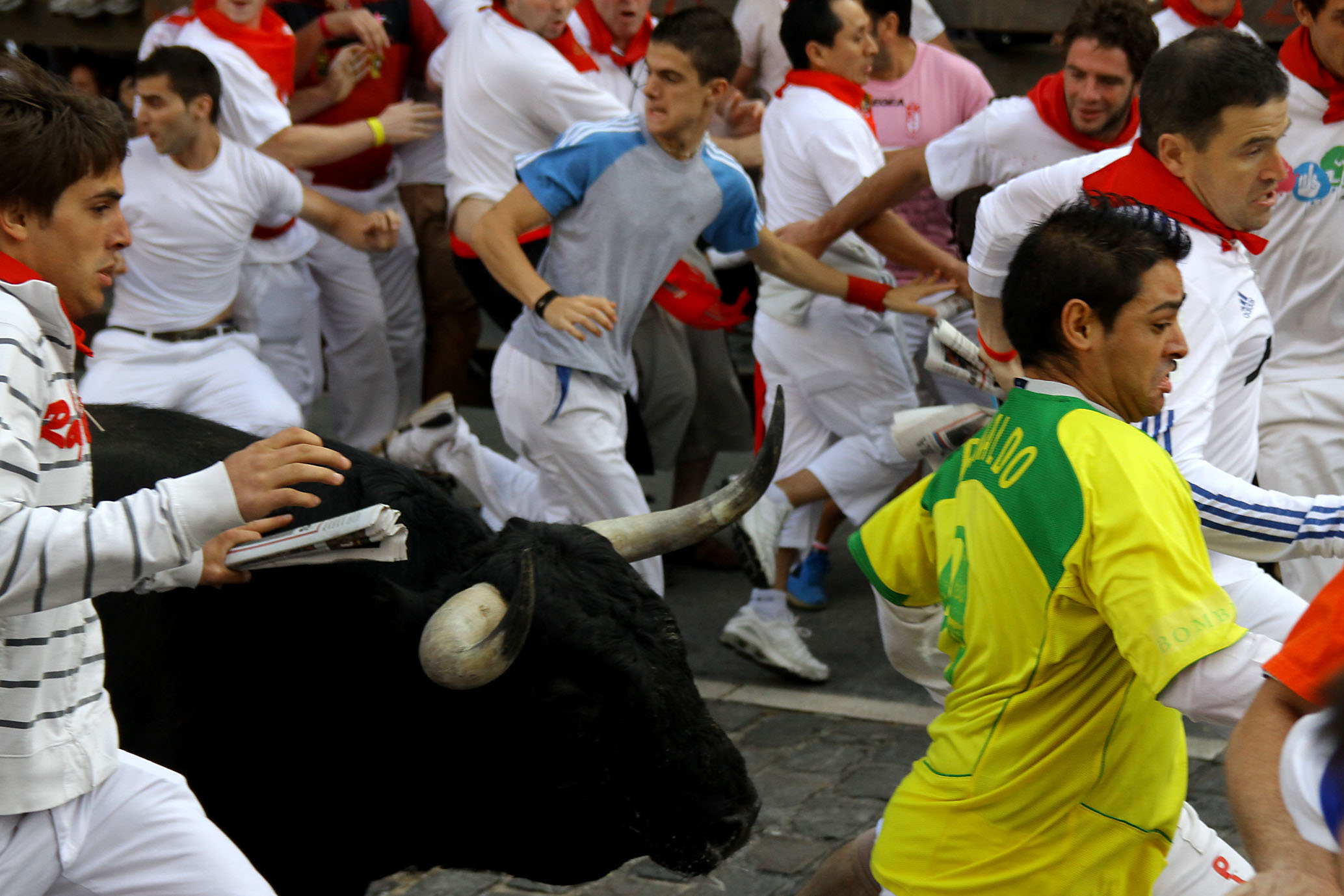
パンプローナ（ナバーラ州）
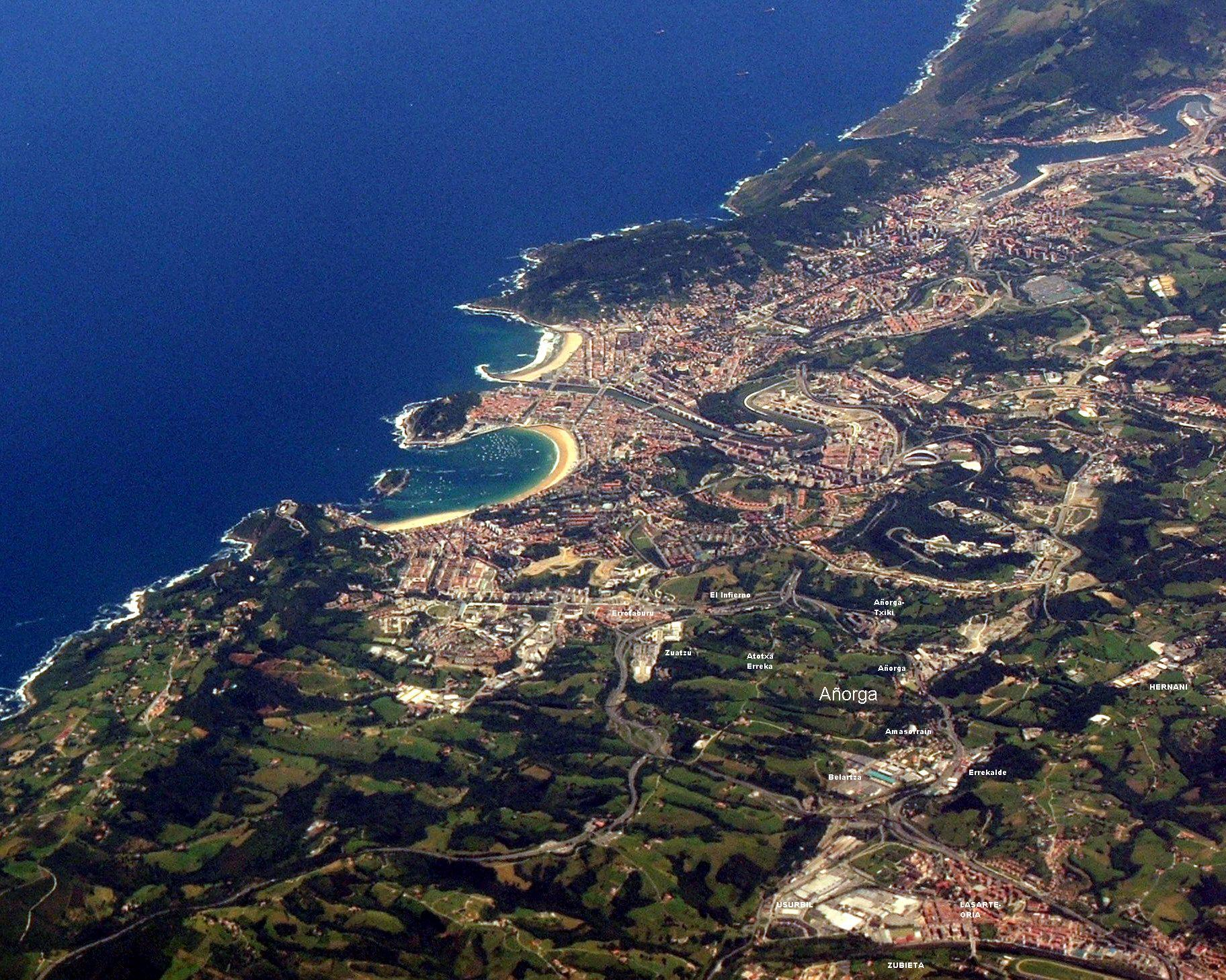
サン・セバスティアン（ギプスコア県）
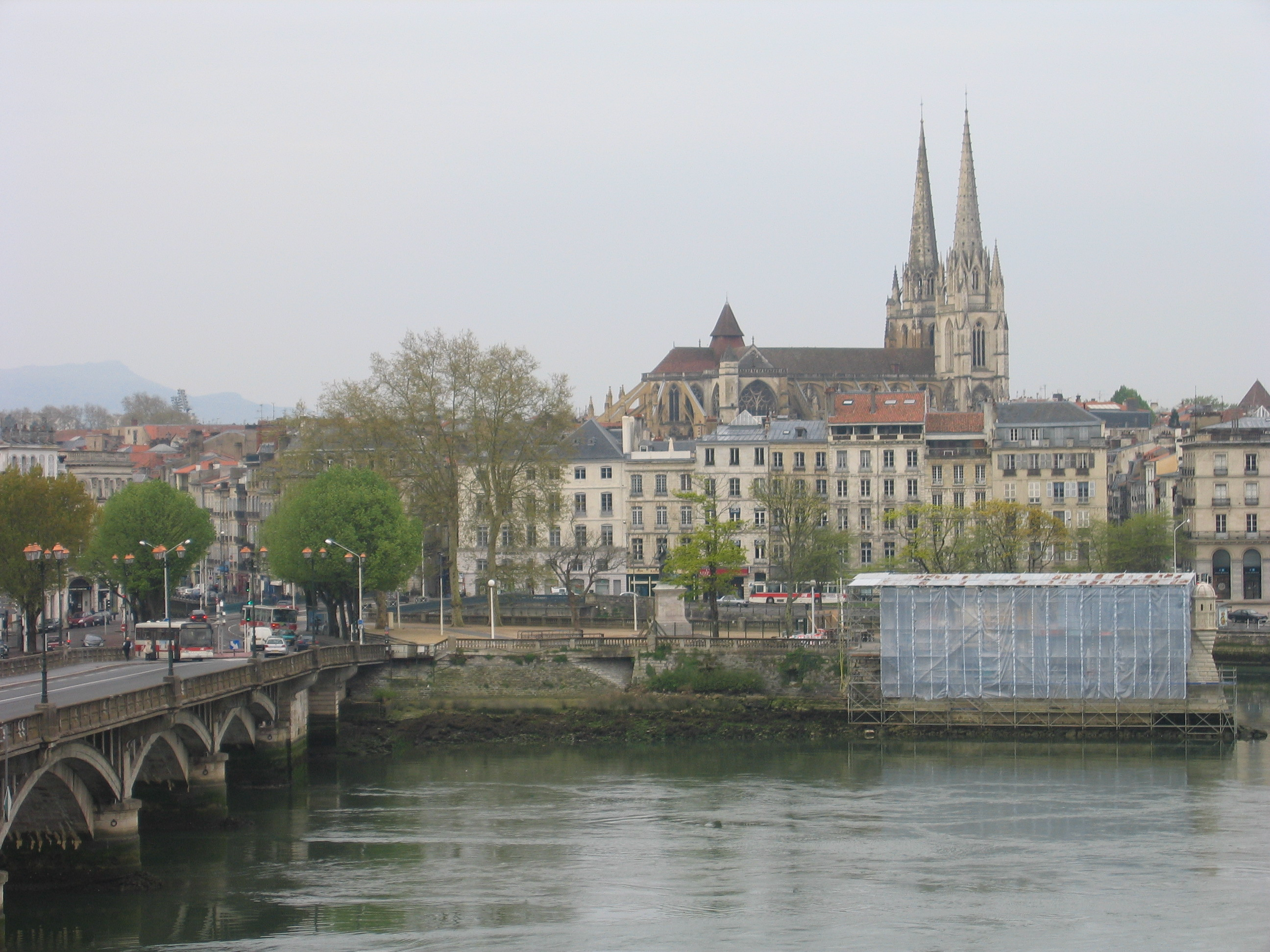
バイヨンヌ（ラブール）

## 地理

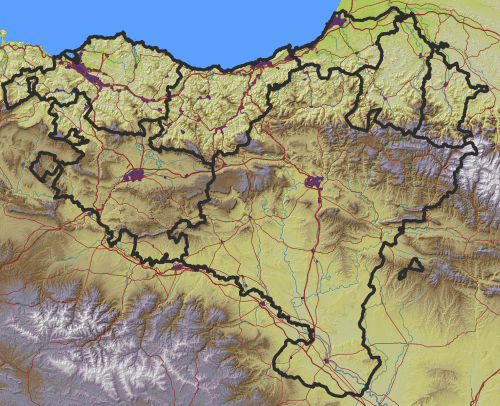
バスク地方の地形

地形的に大まかな境界を見ると、北端がビスケー湾、北東端がアドゥール川、東端がアニ峰、南端がエブロ川、西端がネルビオン川である。

### 山地
バスク地方北東部をピレネー山脈が占め、2,504mのアニ峰、2,044mのアルラ峰、2017mのオリ峰など、スペインとフランスの国境をなす稜線には標高2,000mを超す山々が連なっている。ピレネー山脈はバスク山脈（カンタブリア山脈東部）に接続しており、バスク山脈はナバーラ州とギプスコア県、ギプスコア県とアラバ県、アラバ県とビスカヤ県の境界を東西に伸びている。バスク山脈の主要な山には、アンディア山地、ウルバサ山地、1,427mのアララール山地、1,551mのアイスコリ山、1,361mのアンボト岩山、1,537mのゴルベア山地などがある。フランス側は山地の標高が低く、923mのアルツァメンディ山、678mのウルスヤ山などがある。

### 水文
フランス領バスクではアドゥール川とニヴェル川の2河川がビスケー湾のコスタ・バスカ（バスク海岸）に流れ込んでいる。スールの中央部を南北に流れるセゾン川はソーヴテール＝ド＝ベアム（フランス語版）付近でオロロン川と合流し、ペルオラード付近でアドゥール川に合流すると東西に向きを変える。バス＝ナヴァールは北部と南部で水系が分かれており、サン＝パレ(フランス語版)など北部を流れるビドゥーズ川はギシュ付近でアドゥール川と合流するが、サン＝ジャン＝ピエ＝ド＝ポルなど南部を流れるニーヴ川は北ではなく北西に流れてラブール中央部を通り、ビスケー湾まで数キロに近づいてから、バイヨンヌの旧市街付近でアドゥール川と合流する。いくつもの支流を集めたアドゥール川は河口部にバイヨンヌ＝アングレット＝ビアリッツ都市圏共同体を持つ。ラブール西部を流れるニヴェル川はアドゥール川より規模が小さいものの、河口のサン＝ジャン＝ド＝リュズに目の細かい砂浜海岸を形成していることで知られる。
ナバーラ州内に水源を持つビダソア川は下流部の数キロでスペイン＝フランスの自然的国境となり、河口部にはイルンやオンダリビア（いずれもスペイン）とアンダイエ（フランス）などが国境を跨いだチングディ湾都市圏を形成する。スペイン・バスクにはアドゥール川に匹敵する河川はないが、河口にサン・セバスティアンを形成するウルメア川、オリア川、デバ川、自然保護区のウルダイバイ河口（ゲルニカ川）、河口にビルバオを形成するネルビオン川などがビスケー湾に注いでいる。ピレネー山脈やバスク山脈はおおまかに大西洋と地中海の分水嶺となっており、ナバーラ州やアラバ県を流れる河川の多くはやがてエブロ川となって地中海に注ぐ。この分水嶺はバスク語の言語境界線とも似通っており、山脈以南ではバスク語話者の比率が低い。ナバーラ州東部にはアラゴン川、中央部にはパンプローナを流れるアルガ川、西部にはエステーリャを流れるエガ川があり、アラバ県にはビトリア＝ガステイスを流れるサドーラ川がある。ナバーラ州とアラバ県にありながら河川が大西洋に注ぐ地域は、両地域の北端部などに限られる。
コスタ・バスカはリアス式海岸が連続しており、高い崖や奥まった入江を持つ天然の良港を抱える。コスタ・バスカに砂浜海岸は少なく、アンダイエ、サン＝ジャン＝ド＝リュズ、サン・セバスティアンなどに限られている。ビスケー湾沿岸のビアリッツやサン・セバスティアンは、それぞれ19世紀以後にフランス王侯貴族やスペイン王侯貴族の保養地となった。

### 気候・植生
バスク地方の湾岸部は西岸海洋性気候（Cfb）であり、内陸部は大陸性気候に属している。イベリア半島内でもっとも降水量が多い地域だが、南部は石灰質土壌のために保水力が弱い。東部のピレネー山脈の稜線部では降雪量が多く、平地でも降雪や厳寒がみられるが、標高150m以下ではほとんど降雪はない。山間部はトドマツ、ブナ、モミが主体の亜高山帯であり、南部はヨーロッパアカマツ、ツゲ、セイヨウヒイラギが顕著であり、北部はヨーロッパナラ、セイヨウトネリコなどの大西洋岸種や、ギョリュウ、イチゴノキなど半島北東部種が支配的である。

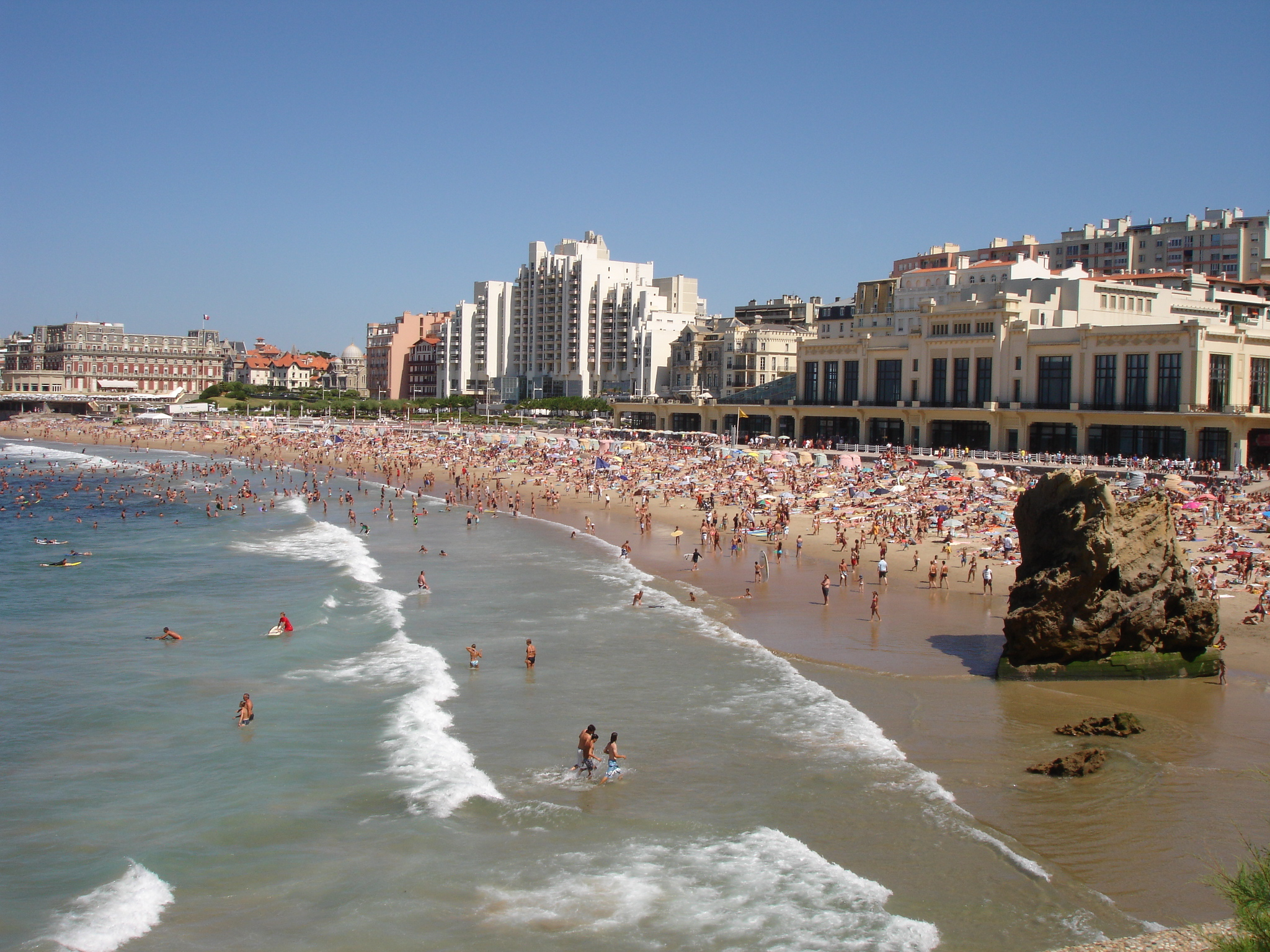
ビアリッツの砂浜海岸
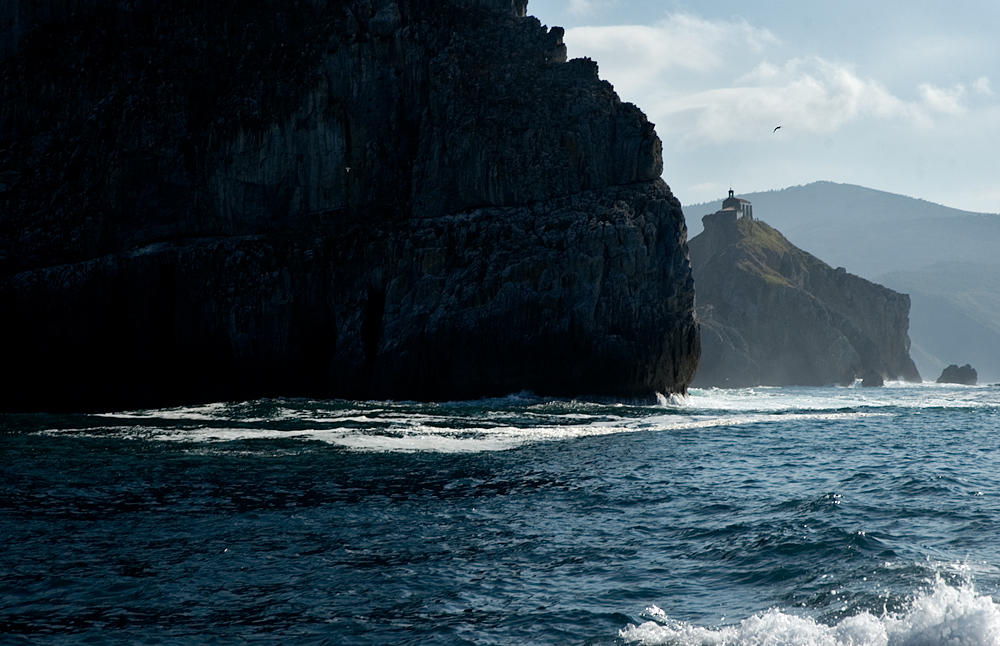
コスタ・バスカのリアス式海岸
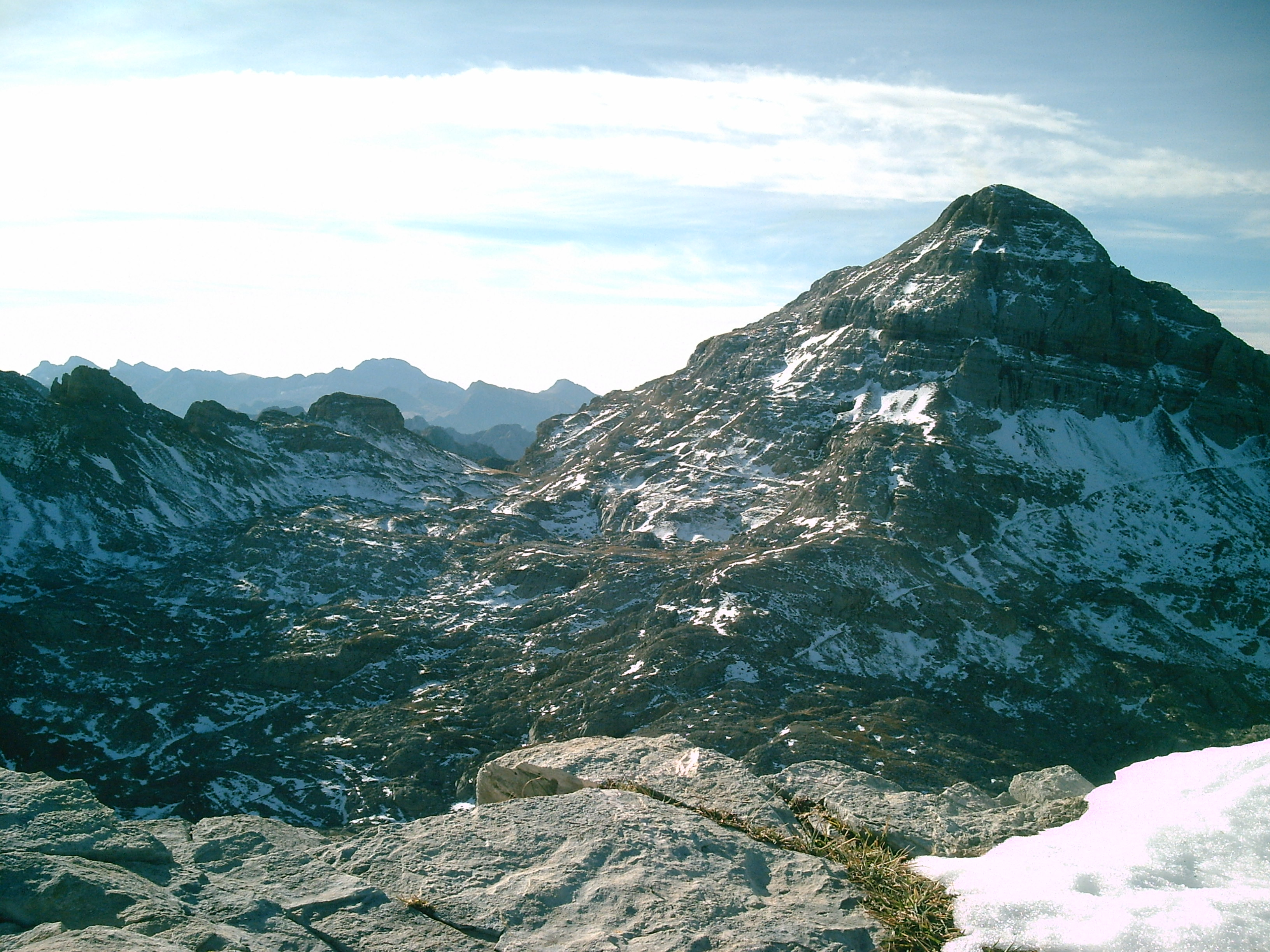
バスク地方最高峰のアニ峰（ピレネー山脈）
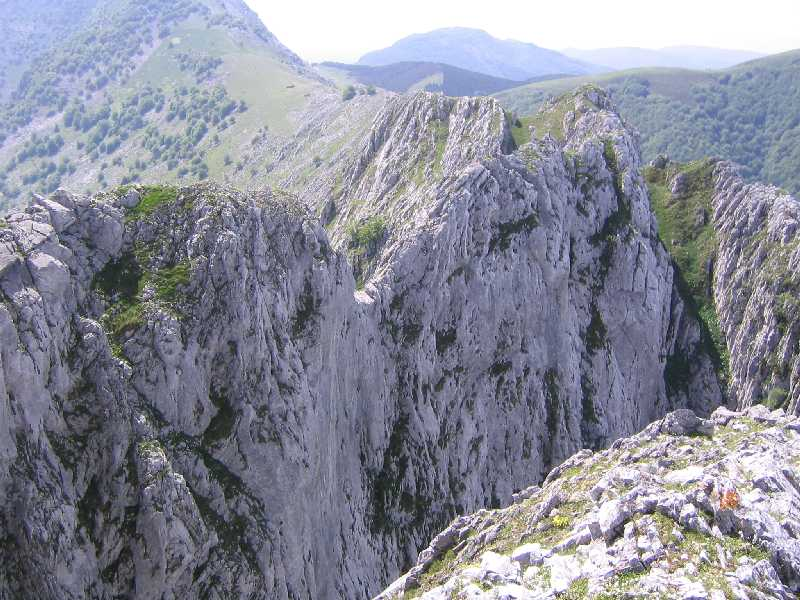
石灰質のアイスコリ（バスク山脈）
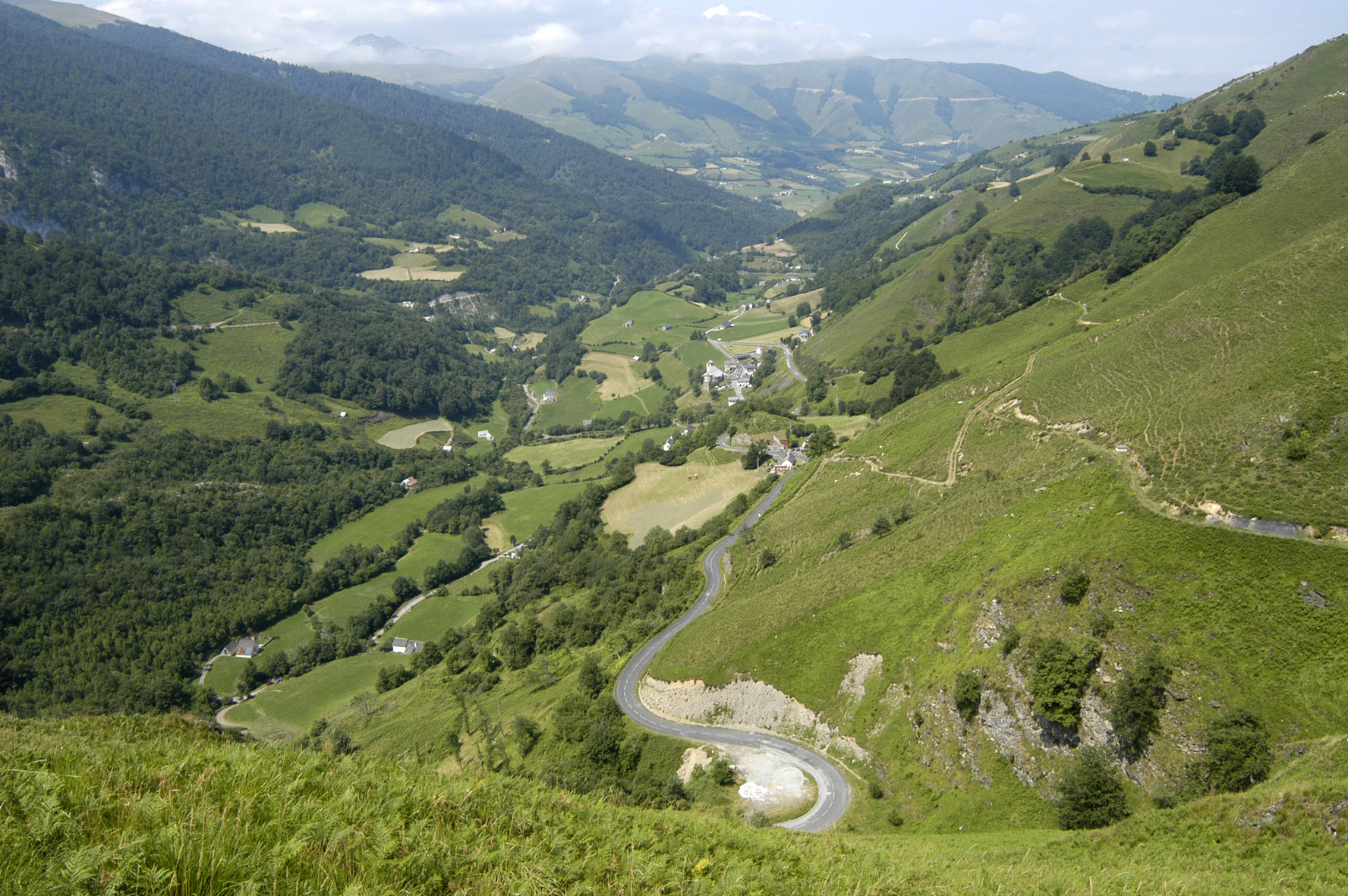
フランス領バスクの農村部

## 歴史

### 先史時代

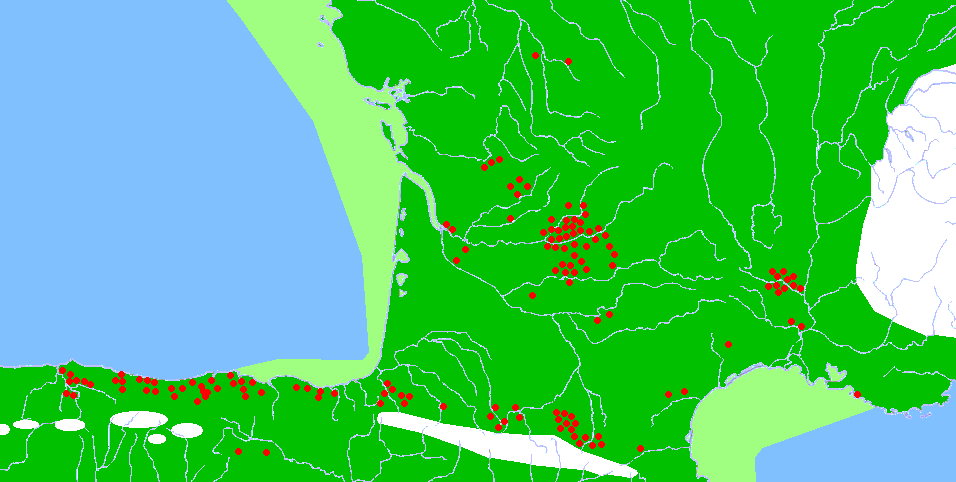
フランコ・カンタブリア美術の洞窟絵画の分布。

バスク地方で前期旧石器時代の痕跡は見られず、バスク地方に人類が居住し始めたのは約15万年前の中期旧石器時代であるとされる。ネアンデルタール人は温暖な時代には河川に近い屋外の段丘面に住み、寒冷な時代になると奥行きのある洞窟に住んで寒さから身を守っていた。イステュリッツ洞窟、オーシュリュック遺跡（以上がフランス領バスク）などで硬石製の道具が発掘されており、イステュリッツ洞窟ではムスティエ文化期（300,000年前 - 30,000年前）のネアンデルタール人の下顎が発掘されている。
後期旧石器時代、オーリニャック文化期（32,000年前 - 26,000年前）の遺跡としてはサール遺跡（ラブール）、イステュリッツ洞窟、サンティマミニェ洞窟（ビスカヤ県）などがあり、ソリュートレ文化期（21,000年前 - 17,000年前）の遺跡としてはオーシュリュック遺跡、ボリンコバ遺跡（ビスカヤ県）、エルミティア遺跡（ギプスコア県）、イステュリッツ洞窟、サンティマミニェ洞窟などが、マドレーヌ文化期（18,000年前 - 11,000年前）の遺跡としてはサンティマミニェ洞窟、ボリンコバ遺跡、イステュリッツ洞窟、エルミティア遺跡、アイツビタルテ遺跡、ウルティアガ遺跡（ギプスコア県）、ルメンチャ遺跡（ビスカヤ県）などの遺跡がある。
イステュリッツ洞窟、アルケルディ遺跡（ナバーラ州）、アルチェリ洞窟、サンティマミニェ洞窟などの洞窟絵画はフランコ・カンタブリア美術に属し、他地域のアルタミラ洞窟（スペイン・カンタブリア州）やラスコー洞窟（フランス・ドルドーニュ県）と同時代である。ベンタ・ラペラ洞窟の洞窟壁画には抽象的な記号とともにバイソンやクマなどの動物が描かれ、サンティマミニェの壁画には雌鹿やバイソンなど大型の野生生物が描かれた。イステュリッツ洞窟やサンティマミニェ洞窟などでは彫刻作品も発掘されている。2008年、サンティマミニェ洞窟は世界遺産である「アルタミラ洞窟とスペイン北部の旧石器洞窟美術」に追加登録された。
先史時代の主な遺跡
| 名称                            | 地域名           | 時代                                                                     |
| ------------------------------- | ---------------- | ------------------------------------------------------------------------ |
| サンティマミニェ洞窟            | ビスカヤ県       | 中期旧石器時代から青銅器時代まですべて。洞窟壁画を有する。               |
| ボリンコバ遺跡(Bolinkoba)       | ビスカヤ県       | 後期旧石器時代（グラヴェット、ソリュートレ）                             |
| エルミティア遺跡(Ermitia)       | ギプスコア県     | 後期旧石器時代（ソリュートレ、マドレーヌ）                               |
| アイツビタルテ遺跡(Aitzbitarte) | ギプスコア県     | 後期旧石器時代（オーリニャック、グラヴェット、ソリュートレ、マドレーヌ） |
| パライレアイツ遺跡(Paraileaitz) | ギプスコア県     | 後期旧石器時代（ソリュートレ、マドレーヌ）。洞窟壁画を有する。           |
| イステュリッツ洞窟(Isturitz)    | バス＝ナヴァール | 中期旧石器時代、後期旧石器時代。洞窟壁画を有する。                       |
| アルチェリ洞窟(Altxerri)        | ギプスコア県     | 後期旧石器時代（マドレーヌ）。洞窟壁画を有する。                         |

中石器時代のアジール文化期（10,500年前 - 9,000年前）には、上述の旧石器時代からの遺跡の大半やレセチキ遺跡、ベロベリア遺跡などで人間の頭蓋骨などが出土している。新石器時代（紀元前3,500年 – 紀元前2,000年）の痕跡はサンティマミニェ洞窟、ルメンチャ遺跡、エルミティア遺跡、ウルティアガ遺跡、ベロベリア遺跡などにあり、貝塚などが出土している。人類は洞窟ではなく平野に住居を建てはじめ、狩猟に加えて果実の収穫や野生動物の家畜化などを行いはじめた。
青銅器時代（紀元前1,200年 – 紀元前600年）に先駆けてドルメンなどの巨石記念物が登場し、東方と南方からやってきた民族によって埋葬の儀式とともに普及したとされる。これらの巨石記念物は、山地や牧畜地帯に建立された古典的な羨道墳、アルタホナ遺跡（ナバーラ州）に見られる巨大な通廊墳、ロンカル遺跡に見られるカタルーニャ風の通廊墳の3つの潮流に分類される。巨石記念物や高地に埋まっている建造物はバスク全土で400以上も記録されており、銅製や青銅製の遺物が出土している。
鉄器時代（紀元前600年以降）にはケルト人と推定される民族がバスク地方を横断し、製鉄、動物による車の牽引、優れた農耕法、新たな作物、牛馬の飼育などの技術をもたらした。銅器時代までは断続的な居住地跡しか発見されていないが、鉄器時代には定住的になり、川べりの小高い丘を中心にした永住地跡が発見されている。

### 古代

古代のバスク系部族

紀元前3世紀にはカルタゴ人がピレネー山脈の麓に達したが、征服や植民を行うことはなくバスク人との関係は良好であり、多くのバスク人がカルタゴ人の傭兵となった。この頃のバスク人たちは長老会議や戦士団を持ち、女性は農業を、男性は狩猟や略奪を行った。何らかの言語を話していたが、その言語を文字にすることはなかった。
紀元前133年のヌマンティアの攻囲戦でローマ人がケルト人を破ると、紀元前75年にはポンペイウスが自身の名に因んだ都市ポンパエロ（現パンプローナ）を建設し、ピレネー山脈に向かう際の強力な防衛地点として使用した。ポンパエロには神殿、公共浴場、邸宅などが築かれてローマ的な都市となり、バスク地方南部ではオリーブや小麦やブドウなどローマ的な農作物が生産されるようになった。土地がやせている北部では鉱山や避難港などがローマ人に利用された。この頃のバスク人はいくつかの部族にわかれて広い領域に分布しており、カエサルはポンペイウスの軍隊を解散させて近ヒスパニア全域の統治を確立した。
紀元前1世紀にはバスク地方にもローマ人が到着したが、アウグストゥスはバスク人が住むピレネー山脈の山岳民やアクイタニアを平定させることができず、これらの地域はローマ法、ラテン語、キリスト教などのローマの影響をほとんど受けなかった。ローマ人とバスク人は協力関係にあったとされ、イタリアのブレシアには「すべてのバスク民族はローマと友好関係を保ち、直ちに兵士としてローマ軍に加わった」と刻まれた1世紀の石碑が残っている。ローマ人はバスク人をヴァスコニア（Vasconia）と呼んでおり、バスク人は自らのことをエウスカルドゥナク（バスク語を話す人々）と呼んでいた。ヴァスコニアは現在のバスクという統一的な名称の創始であり、またガスコーニュという地名の語源にもなっている。
3世紀末にはバスク地方南部の都市にキリスト教が伝播されたが、ローマ時代にはキリスト教は浸透せず、太陽・月・天などケルト文化の影響を受けた自然崇拝が主流だった。

### 中世

#### 中世前期
5世紀には西ゴート族がバスク地方に侵入し、バスク地方にいた種族は連合して異民族に抵抗した。
714年にはウマイヤ朝のイスラーム勢力がバスク地方に侵入し、718年にはパンプローナが征服されたが、732年にはフランク王国の宮宰カール・マルテルがトゥール・ポワティエ間の戦いでイスラーム勢力を撃退し、イスラーム勢力はイベリア半島南部に戻った。11世紀までは断続的にバスク人とイスラーム勢力との間で諍いが起こったが、おおむね平和に共存した。
7世紀以降にはフランク族のメロヴィング朝の家臣によるヴァスコニア公爵領が存在し、西ゴート族、イスラーム勢力、フランク王国に対してピレネー山脈の両側のバスク人は連合した。778年のロンセスバーリェスの戦いではカール大帝軍に勝利したが、この戦いは叙事詩『ローランの歌』のモデルとなった。ヴァスコニアは西ヨーロッパの人々によって野蛮性が強調され、「破壊者」「浮浪者」「略奪者」などと呼ばれた。
バスク人は基本的に山岳地帯の散村で生活していたことから、広い領域との関わりを持たず、バスク人全体を統一する権力者は長らく登場しなかった。

#### 北バスク
封建時代初期の北バスクは3つの独立した組織体で構成されていた。東部（現スール）はガスコーニュ公爵とビゴール伯爵の支配下にスール子爵領があったが、1078年にベアルン子爵の支配下にはいった。中央部（現バス＝ナヴァール）は11世紀初頭になってアルベルー、オスタバレ、オッセス、シーズ、ミクス、バイゴリの封地が確立したが、13世紀にはナバーラ王国の一地域としてウルトラ・プエルトス代官区を構成した。西部（現ラブール）は11世紀初頭にナバーラ王国のサンチョ3世に質権が渡されていたが、1033年にはガスコーニュ公爵の庇護化に入った。この3地域のいずれも自由地として自治権を有しており、農奴制の範囲外だった。1155年にはイギリスのプランタジネット朝のヘンリー2世がアキテーヌ公爵を兼ねるようになったが、ラブールとスールの諸権利が譲渡されたことをバスク地方の貴族は好まずに敵対し、12世紀末にリチャード1世（獅子心王）がバイヨンヌを攻囲して占領する結果となった。1204年にはカスティーリャ王アルフォンソ8世がラブールとスールに進攻してバイヨンヌを焼き払った。14世紀初頭にはスールでフランス人の子爵がイギリスに反旗を翻したが、子爵に占領された領土はナバーラ王経由でイギリスに返還された。

#### 南バスク

1030年頃のイベリア半島。ナバーラ王国（濃橙）の最大版図。

824年、イニゴ・アリスタらがフランク王国のルイ1世（敬虔王）に勝利したことでパンプローナ王朝（後のナバーラ王国）が誕生し、その息子のガルシア・イニゲスはアストゥリアス王国との戦いの後に和平を結んだ。イニゴ家の起源については定かでないが、ピレネー山脈北部から出てナバーラのサラサール谷に定住していた可能性がある。イニゴ・アリスタ朝は3代続き、905年にはヒメノ家のサンチョ・ガルセス1世がパンプローナ王となってヒメノ朝が開始された。922年にはアラゴン伯領を保護領とし、924年には後ウマイヤ朝のアブド・アッラフマーン3世によってパンプローナが略奪・焼き討ちに遭うが、937年にはアストゥリアス・レオン王国と同盟を結び、939年にはシマンカスの戦いに勝利してイスラーム勢力を撃退した。フランク王国のカール大帝によって自然崇拝が禁じられていたが、パンプローナに修道院や司教区が設置されるようになったのは9世紀になってからであり、11世紀になってようやくビスカヤやギプスコアにも修道院が急増した。
1004年に即位したサンチョ3世（大王）はバスクの諸地域を次々と従えた。ラブールとバス＝ナヴァールの質権を受け取り、婚姻によってビスカヤとアラバを併合し、スールも間接的にナバーラ王国に従属していた。サンチョ3世の死後、正嫡の長男が王国を相続すると言う当時のイベリア半島の慣習 に反して、ナバーラ王国はサンチョ3世の遺言どおりにアラゴン、ナバーラ、カスティーリャ、ソブラルベとリバゴルサに分割されて4人の息子たちに与えられたが、兄弟は敵対して領地争いが起こった。ナバーラ王国は1076年にはアラゴン王国の一地方となったが、ガルシア6世（復興王）が王位に就いた1134年にはアラゴン王国から独立して再び主権を建てた。1212年にはサンチョ7世（不屈王）がキリスト教連合軍の一員としてラス・ナバス・デ・トロサの戦いに参加し、レコンキスタにおける重要な役割を果たしたが、1234年に死去したサンチョ7世には正当後継者がいなかったため、シャンパーニュ家のテオバルド1世がナバーラ王となり、フランス王朝が始まった。11世紀以後にはナバーラ王国内部をサンティアゴの巡礼路が通るようになり、いくつかの都市が巡礼路沿いに建設された。巡礼路はバスク地方のキリスト教化に貢献し、15世紀末にはバイオナ司教区、オロロン司教区、ダックス司教区、イルニャ司教区、ガステイス司教区の5司教区がバスク地方を所轄していた。
バスクの他地方を見ると、9世紀にはアラバとビスカヤの名称が、11世紀にはギプスコアの名称が初めて文献に登場した。アラバはナバーラ王国内の領主領や伯爵領として9世紀中頃から独立を保ったが、1076年にアラゴン＝ナバーラ連合王国に吸収され、1200年にはアルフォンソ8世によってカスティーリャ王国に併合された。ギプスコアはいったんカスティーリャ王国の支配下にはいったが1076年に分離独立し、1180年にはサン・セバスティアンがナバーラ王国のサンチョ6世からフエロを得ていたものの、1200年に再びカスティーリャ王国のアルフォンソ8世によって併合された。ビトリア＝ガステイスやサン・セバスティアンだけでなく、1330年代前半にはアラバとギプスコアのほぼ全領域がカスティーリャ王国に飲み込まれている。ビスカヤは11世紀半ばからナバーラ王国のビスカヤ領主による封建体制が続き、1379年にカスティーリャ王国に併合された。カスティーリャ王国はトレビニョを除いたアラバ、ビスカヤ、ギプスコアにフエロ（特権）を認め、バスク3地方は政治的独立、国税免除、兵役免除などの権利を得た。カスティーリャ王はビスカヤ領主に就任するとゲルニカに出向き、ゲルニカのオークの木の前でフエロの遵守を宣誓する義務を負っていた。1483年にカスティーリャ女王イサベル1世がゲルニカの木の下で宣誓を行ってから、1839年まではこの宣誓なしにはビスカヤ領主として認められなかった。1181年にサン・セバスティアンが建設されたのを発端として、オンダリビア、ゲタリア、サラウツ、ベルメオなどの港湾都市が誕生し、1300年には14世紀後半以後にバスク地方の中核都市となるビルバオが建設された。

### 近世

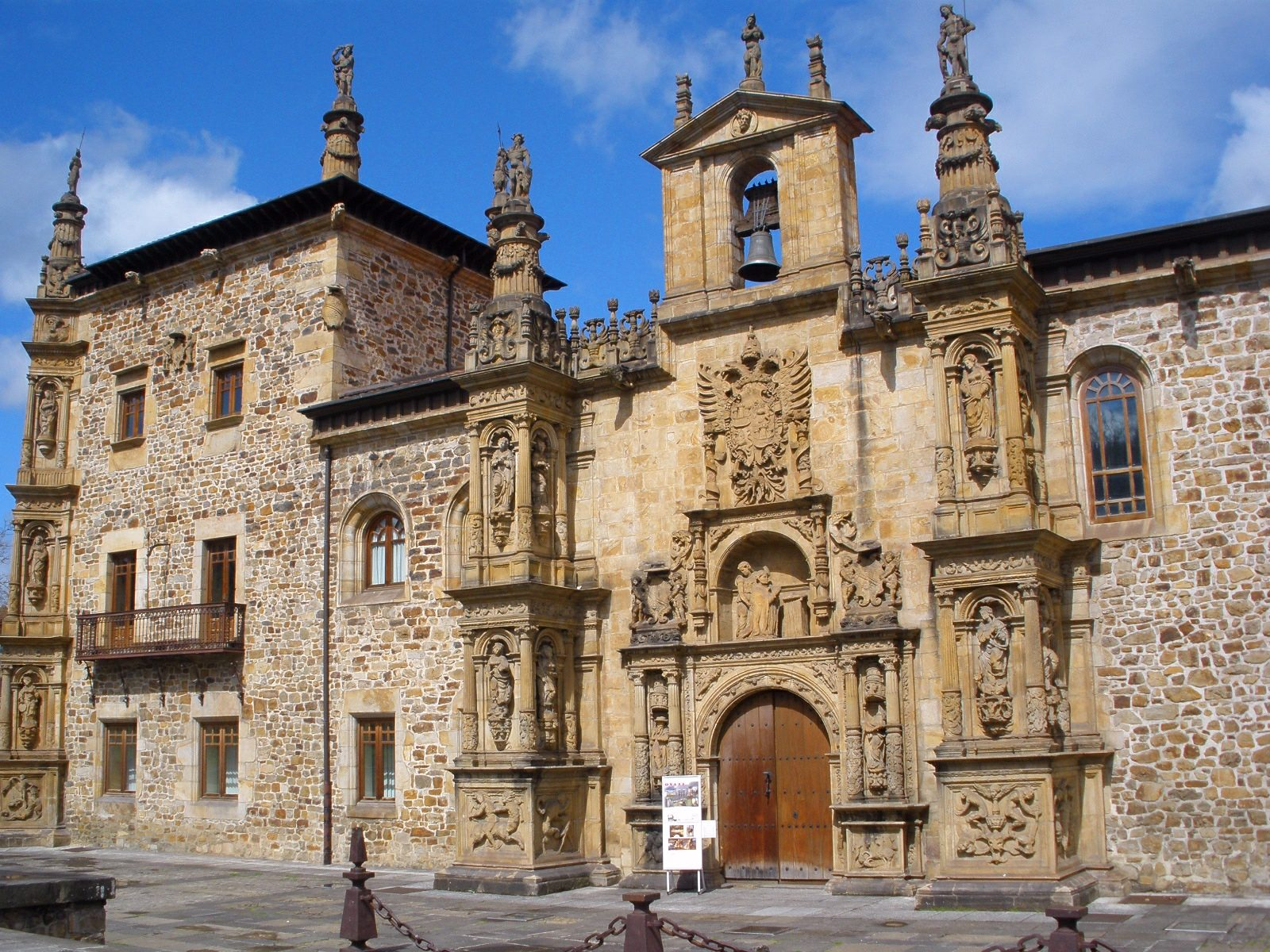
オニャティ大学があった建物。

1512年にはカスティーリャ王フェルナンド5世の軍隊がナバーラ王国に侵攻し、首都パンプローナをはじめとするピレネー以南のナバーラ王国領を占領して併合した。ナバーラ王国はカスティーリャ王国の副王領となったが、立法・行政・司法の各機構はナバーラ王国に残された。ピレネー以北のバス＝ナヴァールはナバーラ王国から分離し、フランス王国と連合するなどして1620年まで政治的独立を保ち、1620年にフランス王国に編入されて州となった。少なくとも16世紀初頭には、バスク人が北米大陸のニューファンドランド島沿岸まで航海して捕鯨や遠洋漁業を行っていたことが判明している。バスク人はスペイン帝国の植民活動で重用され、航海中に死去したフェルディナンド・マゼランの後を継いで史上初めて世界一周を達成したフアン・セバスティアン・エルカーノはバスク人であったし、メキシコのサカテカス銀山やボリビアのポトシ銀山を主に開発したのもバスク人だった。多くのバスク人聖職者が新世界で布教活動を行っており、イエズス会の創始者であるイグナチオ・デ・ロヨラとフランシスコ・ザビエルもやはりバスク人だった。1545年にはボルドーで司祭のベルナト・エチェパレがバスク語最古の出版物である『バスク初文集』を刊行し、同年にはバスク地方初の大学としてオニャティ大学が創設された。1545年以後のトリエント公会議は土着の言語での布教を推奨しており、1571年にはラ・ロシェルでヨハネス・レイサラガが新約聖書のバスク語訳を刊行した。バスク地方には王立造船所があり、この造船所で建造された船がカスティーリャ王に献上された。ビルバオはカスティーリャ王国の羊毛の積み出し港であり、16世紀前半にはビルバオに海事領事所が設置された。
17世紀にはカスティーリャ王国の衰退が顕著になったが、特にビルバオでは造船業や海運業が繁栄し、ビスカヤとギプスコアではヨーロッパに輸出する武器製造業が発展した。1659年に結ばれたフランス・スペイン戦争の終戦条約であるピレネー条約では、スペインとフランスとの国境がほぼ確定し、バスク地方は北バスクと南バスクに完全に分断された。18世紀初頭のスペイン継承戦争後にはスペイン各地でフエロが撤廃されたが、ブルボン家に味方したバスク地方ではフエロの存続が認められ、特にアラバ、ビスカヤ、ギプスコアの3領域は一体性を喚起する枠組みが与えられた。1728年には王立カラカス・ギプスコア会社が設立され、金・銀・タバコ・皮革・カカオなどを取引する新大陸貿易で大きな利益を得た。18世紀後半のバスク地方では農業と牧畜業の均衡が崩れ、伝統的な製鉄業は産業革命を経たイギリスに後れを取って競争力を失ったが、それまでに経済活動で蓄積していた資本が経済復興に役立った。1765年には科学・技術・芸術を通じて経済振興を目指すバスク地方友の会が創設され、「イルラク・バット」（3つは1つ）をスローガンに3領域の一体性を主張した。

### 近代

#### フランス領バスク

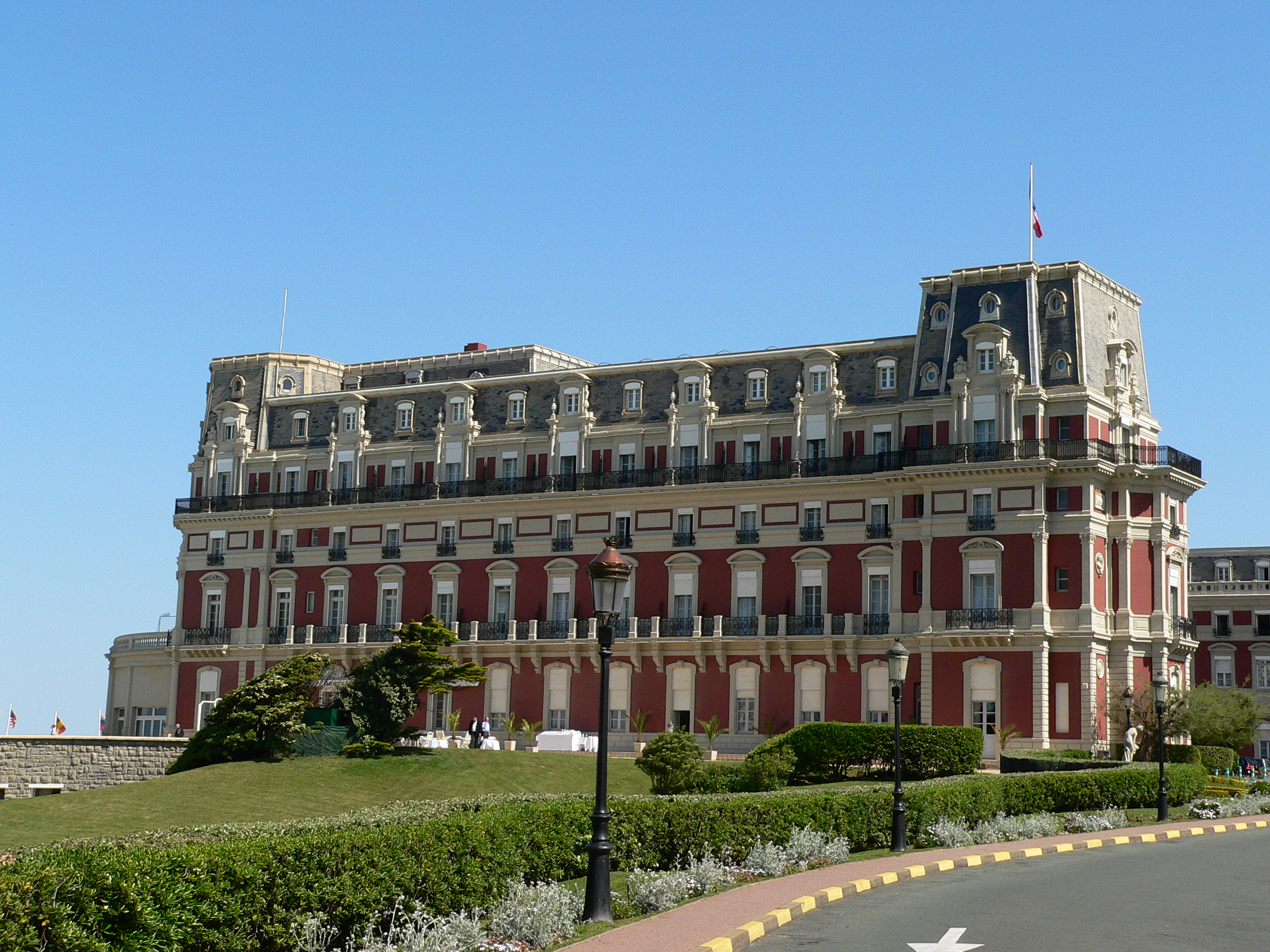
高級保養地となったビアリッツ

1789年に開催された三部会において、ラブールとスールから参加した代議員は地方特権廃止に票を投じ、北バスクが享受してきた自由や特権は廃止された。北バスクはフランスという集合体への融合を受け入れ、バス＝ピレネー県（現ピレネー＝アトランティック県）に統合された。バスク県は存在しなかったが、バス＝ピレネー県のユスタリッツ郡、サン＝パレ郡、モーレオン郡がそれぞれラブール、バス＝ナヴァール、スールの3地方をほぼそのまま継承した。いくつかの地名が新体制風となり、例えばサン＝ジャン＝ピエ＝ド＝ポルはニヴ＝フランシュに、サン＝ジャン＝ド＝リュズはショーヴァン＝ドラゴンに改名された。18世紀末にはピレネー山脈を挟んでフランスとスペインが衝突し、1794年にはフランス軍がナバーラ県北部とギプスコア県を占拠し、1795年にはアラバ県とビスカヤ県を占拠した。1807年にはナポレオン・ボナパルトとカルロス4世がフランス領バスクで対決し、半島戦争（スペイン独立戦争）中の1813年から1814年にはウェリントン公爵アーサー・ウェルズリー軍とナポレオン軍の対決の舞台となった。19世紀前半以降、フランス領バスクではビアリッツの海岸やカンボ＝レ＝バン鉱泉などのリゾート化が進行し、フランス有数の避暑地・保養地として発展した。外部資本によるサービス産業が基幹産業となり、海岸部には非バスク語話者が流入した。ナポレオン3世は王妃ウジェニー・ド・モンティジョのためにビアリッツに離宮を建設し、この離宮は現在では高級ホテルとして使用されている。

#### スペイン・バスク

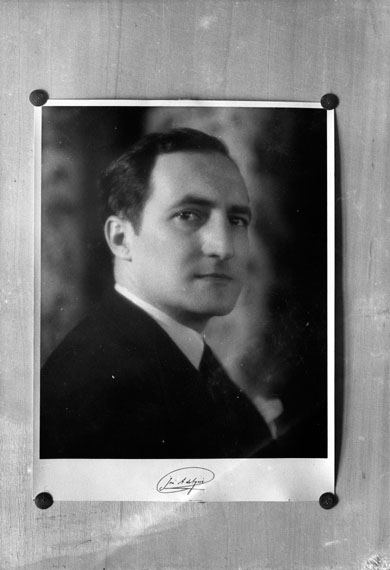
バスク自治政府初代レンダカリのアギーレ。

19世紀のスペインでは国民国家形成が進められ、中央集権化と均一化が図られるとともに自由主義的な改革が試みられた。同じ王国内にありながら法域が異なって関税がかかる状況を改めることは、バスク側にとっては中世以来のさまざまな協定や慣習によって守られてきた権利や独自性を脅かすものにほかならなかった。1833年には社会制度や経済構造の維持を唱えるカルロス5世と、自由主義を標榜するイサベル2世との間での王位継承問題を発端とする第一次カルリスタ戦争が勃発し、フエロの維持を求めるスペイン・バスクは旧体制を支持して自由主義勢力と戦ったが、1839年に敗北が決定してスペイン・バスクのフエロは縮小された。1841年にはナバーラ県のフエロが撤廃されて数百の町がスペインに統合され、ナバーラのスペイン化が完了した。その後第二次カルリスタ戦争を挟んで第三次カルリスタ戦争が起こり、1876年7月21日法でバスク地方のフエロは実質的に撤廃された。バスク地方はスペイン国家の中の一地域に位置付けられ、納税や兵役の義務が課せられた。関税境界はバスクとスペインの境界からスペイン・フランス国境に移動し、スペイン・バスクとフランス領バスクを分断した。このため、パンプローナとバイヨンヌを結ぶ歴史ある街道は分断され、バスク内陸部を潤していた旨みのある密輸商売は消滅したが、バスク沿岸部は比較的恵まれていた。また、工業発展を遂げた19世紀末のバスク地方には他地域から労働者が多数流入し、1900年時点ではビスカヤ県、ギプスコア県、アラバ県のバスク3県における人口の6割が他地域出身者となった。バスク地方では非バスク語化が進行し、バスク人の伝統的価値観や規範が脅かされた。
「バスク民族主義の父」と呼ばれるサビノ・アラナはバルセロナ大学で学ぶうちにカタルーニャ・ナショナリズムに共感し、ビスカヤ地方の精神的独立の復活を訴えて政治活動を開始した。アラナは「血族、言語（バスク語）、統治と法（フエロ）、気質と習慣、歴史的人格」の5つをバスク民族の独自性を定義づける要素に挙げ、特に血の純潔によってバスク人はスペイン人に優越するとした。1895年にはバスク民族主義党(PNV)が設立され、アラナの主張は近代的工業化から除外された中小ブルジョワ層に受容された。アラナは分離主義者ではなく地域主義者であると主張し、名称（エウスカディ）と旗（イクリニャ）を持つ、7地域 がひとつにまとまった国を提起した。初期のバスク・ナショナリズムは反工業化を唱え、第一次世界大戦後には近代化の余波が及び始めた農村部にも伝播していった。初期のバスク・ナショナリズムはバスク地方の独立や分離を訴えたが、やがてスペイン国家内での地方自治の訴えに変化していった。
1931年には第二共和政が成立し、バスク民族主義党はカトリックを基調とし、バスク4県をほぼ独立した国家として扱うエステーリャ憲章（バスク自治憲章案）を採択して国会に提出したが、特にスペイン社会労働党（PSOE）による反対運動で廃案となった。この一方で、1933年にはカトリックを基調としないバスク自治憲章案（修正版）がナバーラ県を除くバスク3県の住民投票によって承認され、バスクの歴史上初めてアラバ、ビスカヤ、ギプスコアの3県が法制的にまとめられた。第二共和政下では各政治勢力の主張が交錯し、バスク民族主義党はアラバ県やナバーラ県の支持を取り付けることに失敗したことで、バスクの地方自治の実現が遅れたとされる。1932年には「祖国の日」が制定され、バスク地方では例年復活祭と同時期にバスク国の復活が祝われている。1936年には共和国議会でバスク自治憲章の公布が認められ、ホセ・アントニオ・アギーレをレンダカリ（政府首班）とするバスク自治政府が承認された。バスク自治政府はバスク大学の設立に着手し、グアルディア・シビル（治安警察）やグアルディア・アサルト（治安突撃隊）を解体してバスク警察を設立し、バスク軍を再編した。1930年代後半のスペイン内戦では、ビスカヤ県とギプスコア県のバスク民族主義党は共和国側に立ってフランシスコ・フランコの反乱軍と戦ったが、アラバ県とナバーラ県は反乱軍に味方した。ナバーラ王国を継ぐナバーラ県はバスク地方の中心的存在だったが、ナバーラ県内の住民投票でもバスク3県への併合を拒否してバスク3県から分離された。1937年4月にはバスクの自治の象徴であるゲルニカが、反乱軍と組んだドイツ軍によるゲルニカ爆撃を受け、1937年6月にはバスク軍最後の拠点であるビルバオが陥落した。バスク自治政府は支配領域をすべて失い、政治的独立の試みが頓挫して亡命政府となった。
スペイン内戦では15万人以上のバスク人が難民となり、その後のフランコ政権下ではバスク語の使用禁止やイクリニャ（バスク国旗）の掲揚禁止などの政策が取られた。1946年にはアギーレがニューヨークでバスク亡命政府を編成し、亡命政府のバスク民族主義党が主導したビスカヤ県での労働争議は功を奏したが、反共産主義の立場を取る西側勢力はフランコを容認するようになり、1960年のアギーレの死もあってバスク亡命政府は政治的影響力を低下させた。1952年に地下組織として結成されたEKINは、バスク民族主義党青年部から分離したグループなどを加えて1959年にバスク祖国と自由（ETA）に発展し、バスク語の民族語としての擁立、バスク大学の創設などバスク民族の政治的自立や民主的諸権利の認知を訴えた。発足当初のETAは民族文化復興運動団体の色彩が強かったが、やがて政治的独立を掲げる集団が主流派となり、1968年には武力闘争が開始されて世界的に知られるようになった。それまでは穏健派のバスク民族主義党がバスク・ナショナリズム運動を独占していたが、ETAの登場で状況が変わった。1960年代末には全国的にフランコへの反体制運動が高まり、1970年代になるとバスク民族主義党が保守層の支持を背景に組織を拡大した。

### 現代

#### 日本におけるバスクの認知
1968年には梅棹忠夫らの京都大学ヨーロッパ学術調査隊がバスク地方に3-4カ月滞在して調査を行い、桑原武夫の編集による一般向け書籍がバスク人の生活を伝えた。1983年に司馬遼太郎が書いた『街道をゆく 22 南蛮のみち1』などがバスク・ブームを喚起し、1980年代にはバスクへの関心が飛躍的に高まったとされている。司馬はフランシスコ・ザビエルの訪日を起点に南蛮文化のルーツを求め、カンドウ神父の功績やバスク語・バスクの風習などを紹介した。1990年代になると日本人のバスクに対する関心が多様化し、バスク語や独立問題への関心より文化的関心（スポーツ・芸術・料理）に主流が移った。1997年のビルバオ・グッゲンハイム美術館の開館によってバスクのイメージは完全に刷新され、多くの観光ガイドブックにビルバオが掲載されるようになった。2006年には日本バスク友好会という任意団体が東京に設立され、2009年にはバスク州が公認する国外バスク系コミュニティが東京に設立された。

#### フランス領バスク
フランス領バスクは19世紀から1980年代まで経済が低迷しており、若年層を中心に人口が都市部に流出した。1945年には北部バスク地方自治憲章案が策定されて自治権を求める動きがあったが、バスク・ナショナリズムの発現度は南バスクに比べて低かった。1980年代末までには左派祖国バスク主義運動（EMA）、バスク統一（EB）、バスク連帯（EA）の3派の政治団体が存在していたが、各州選挙でのこれらバスク・ナショナリスト勢力の得票率は最大でも9%にとどまった。バスク連帯はバスク県創設を求め、1981年のフランス大統領選挙ではバスク県設置とバスク語使用の擁護を公約に掲げたフランソワ・ミッテランが立候補したが、いざ就任するとバスク県設置の公約は反故にされた。しかし、その後もフランス政府は地方分権化に積極的であり、1990年代後半以降には「ペイ」（pays＝地方、地理的・文化的・経済的・社会的なまとまり）が法的に制度化され、1997年には地域整備政策上の行政区分単位として「バスク地方」が定義された。1993年には左派祖国バスク主義運動とバスク統一が連携して祖国バスク主義者統一（AB）となり、バスク・ナショナリスト勢力として初めて10%を超す得票率をあげた。2007年には祖国バスク主義者統一やバスク連帯などのバスク・ナショナリスト勢力が結集し、EH Bai（バスク地方・Yes）として地方選挙で躍進した。スペイン・バスクを本拠とするバスク民族主義党（PNV）はフランス領バスクにも拠点を置いているが、満足な結果は得られていない。2013年にはフランス領バスクにおける地域振興事業が満了し、「バスク地方」という行政区分は消失した。

#### スペイン・バスク
1975年にフランコが死去するとスペインでは民主化への移行が開始され、1978年には国民投票が行われてスペイン1978年憲法（現行憲法）が制定された。憲法にはスペイン国家の不可分一体性が明記され、バスク人は民族を構成するには至らない民族体と位置付けられたが、1979年にはスペイン国会でゲルニカ憲章（バスク自治憲章）が承認された後に住民投票でも承認され、アラバ、ビスカヤ、ギプスコアの歴史的3領域の自治組織としてのバスク自治州が発足した。憲法の規定でナバーラ県はバスク州への統合が可能とされたが、結局1982年に単独でナバーラ州に昇格した。バスク人とナバーラ人の分離はスペイン政府の意図するところであり、バスク地方とスペイン国家の係争解決に向けた大きな障害となっている。ETAは1968年の暴力活動開始以後に800人以上を殺害し、1990年代頃にバスク経済が一定程度回復するとテロリズムの克服がバスク地方最大の懸念事項となったが、2000年代後半以降には軍事的・政治的に弱体化したとされている。2003年にはバスク民族主義党のフアン・ホセ・イバレチェがゲルニカ憲章改正案（イバレチェ・プラン）をスペイン国会に提出してバスク地方の自治拡大を狙ったが、スペインの不可分一体性を崩しかねないこのプランはスペイン下院に否決された。

## 経済

### 第一次産業
ピレネー山麓では先史時代から牧畜が根本的な生活手段だったが、新大陸から家畜飼料としてトウモロコシが導入されると、小屋内での飼育が可能となって家畜数が急増した。トウモロコシは特に北バスクで伝統的穀物の地位を奪い、また、農業の著しい改良につながった。17世紀末頃のバスク地方では、冷涼なピレネー北麓などでシードラ用のリンゴが栽培され、南バスク全域でチャコリ用のブドウが栽培されていた。19世紀初頭にはウシの頭数が急増し、山間部では頑強なピレネー種が支配的である。1900年頃まではバスコ・ベアルネーズ種などのヒツジの頭数も増加していたが、その後は都市部での牛乳消費拡大によってウシとヒツジが競合関係にある。フランス領バスクでは20世紀後半にヤギの頭数が大きく減少し、ピレネー南麓ではヤギが雌牛にとって代わっているが、ビスカヤ県とギプスコア県では逆にヤギが大きく増加した。バスク地方中央部では、現在でもポトックの自由放牧が行われており、フランス領バスクの山間部でも平野部でもラバが飼育されている。バスク地方は農業生産力で他地方に劣っていたが、フエロによる消費財の自由な輸入や国税の免除などが商業活動の発展に貢献した。バスク地方の港では、春にはアンチョビやイワシ、夏にはマグロやカツオ、秋にはメルルーサやロブスターやイカ、冬にはタイなどの漁獲量が多い。漁業はラブールの沿岸部よりもギプスコア県とビスカヤ県の沿岸部で重要な役割を果たしている。バスク地方最大の港湾はスペイン随一の港であるビルバオ港（ビスカヤ県）であり、かなり離れてパサイア港（ギプスコア県）とバイヨンヌ港（ラブール）が続く。バスク地方の港湾の立地は、スペインの産品をイギリスやフランドルなどに輸出する際に好都合だったが、新大陸が発見されるとアンダルシア地方のカディス港が発展し、バスク地方の貿易は衰退した。

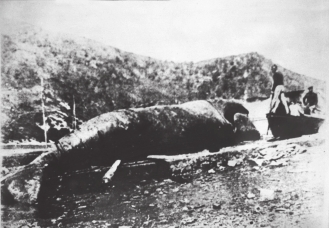
記録上の最後のタイセイヨウセミクジラを対象としたバスク捕鯨（1901年, オリオ）

中世には捕鯨がバスク地方の一大産業であり、ヨーロッパにおける捕鯨のルーツはバスク地方である。19世紀後半にノルウェー式の捕鯨銃による捕獲方法が確立するまでは、集団で銛を打ち込むバスク式はイギリスやオランダなどでも採用され、北米のアメリカ合衆国にまで伝承された。バスク人の捕鯨を伝える文献は11世紀・12世紀のものがもっとも古い。13世紀・14世紀には、ビスケー湾内だけでなく大西洋上でも捕鯨を行うようになったとされ、フランドル・イギリス・デンマークなどでも鯨油や鯨ヒゲが販売されるようになった。灯火用に用いられていたオリーブ油やアブラナ油の産地である地中海沿岸がアラブ人やトルコ人の支配下に置かれると、バスク人が産する鯨油のヨーロッパでの需要が高まった。また、繊維産業や皮革産業の発展によって、洗浄用の石鹸の原料として鯨油が、コルセットの材料などとして鯨ヒゲが使用されるようになった。15世紀にはビスケー湾からタイセイヨウセミクジラが姿を消したため、バスク人は大西洋を北上するようになり、1550年までには北アメリカ大陸沿岸のニューファンドランド島やラブラドール半島に至った。1560年代がバスク捕鯨の全盛期であり、バスク地方の全漁撈人口2万人のうち4,000人が捕鯨に従事し、毎年50隻もの捕鯨船が北米沿岸に航海してヨーロッパの鯨油市場を独占していた。また、塩干のタラはヨーロッパ各国に輸出される国際交易品となった。16世紀後半には捕鯨船の所有元や資金提供元がバスク地方内部からスペイン国外に移り、18世紀後半にはバスク捕鯨が終焉を迎えた。

### 第二次産業
古くから木炭がエネルギー資源だったが、1886年にはバスク地方初の発電所としてサン・セバスティアン水力発電所が建設され、中小工業が近代化・機械化された。1902年には鉄鋼企業数社が合併してビスカヤ高炉が建設され、1924年には10,000人、1967年には15,000人もの従業員を抱えた。重工業はビスカヤ県に集中しているが、多くの工場がバスク地方全土に分散して存在しており、アラサーテ/モンドラゴン、エイバル、エルゴイバルなどがあるギプスコア県のデバ谷（デバ川流域）には工業上の拠点が形成されている。
18世紀初頭のスペイン継承戦争後はビルバオのブルジョワがカスティーリャ産毛織物の海上輸送ルートを手にし、スペインから海路で輸出される毛織物の50%がビルバオ港から積み出された。19世紀にビルバオ周辺で豊かな鉄鉱石の鉱床が発見されたため、19世紀末には外国資本が流入して製鉄と造船が盛んになり、スペインはヨーロッパ最高の鉄生産量を誇った。ビルバオ河口はバスク地方における産業革命の中心地として、スペインではカタルーニャ地方と並ぶ工業地帯となり、特に鉄鋼業、造船業、製造業、製紙業などの重工業が発達した。1855年にはビルバオ銀行（現BBVA）が創業し、2年後にはスペインで初めて紙幣発行の認可を受けてスペインの筆頭銀行となった。20世紀初頭のバスク地方には、22の冶金工場、65の鋳造工場、2の製紙工場、12の繊維工場、20の製粉工場、18の電気エネルギー製造センター、25の缶詰工場、22のセメント工場、5の製材所その他があった。1930年におけるバスク地方の対全スペイン比率を見ると、製鉄業が65%、造船業が71%、製紙業が71%、海運業が69%、鉄鋼生産が74%、銀行預金が42%などであり、スペインを代表する経済・工業力を有した。1970年代・1980年代の経済危機を経て、バスク州ではハイテク産業が成長した。

## 社会

### 言語

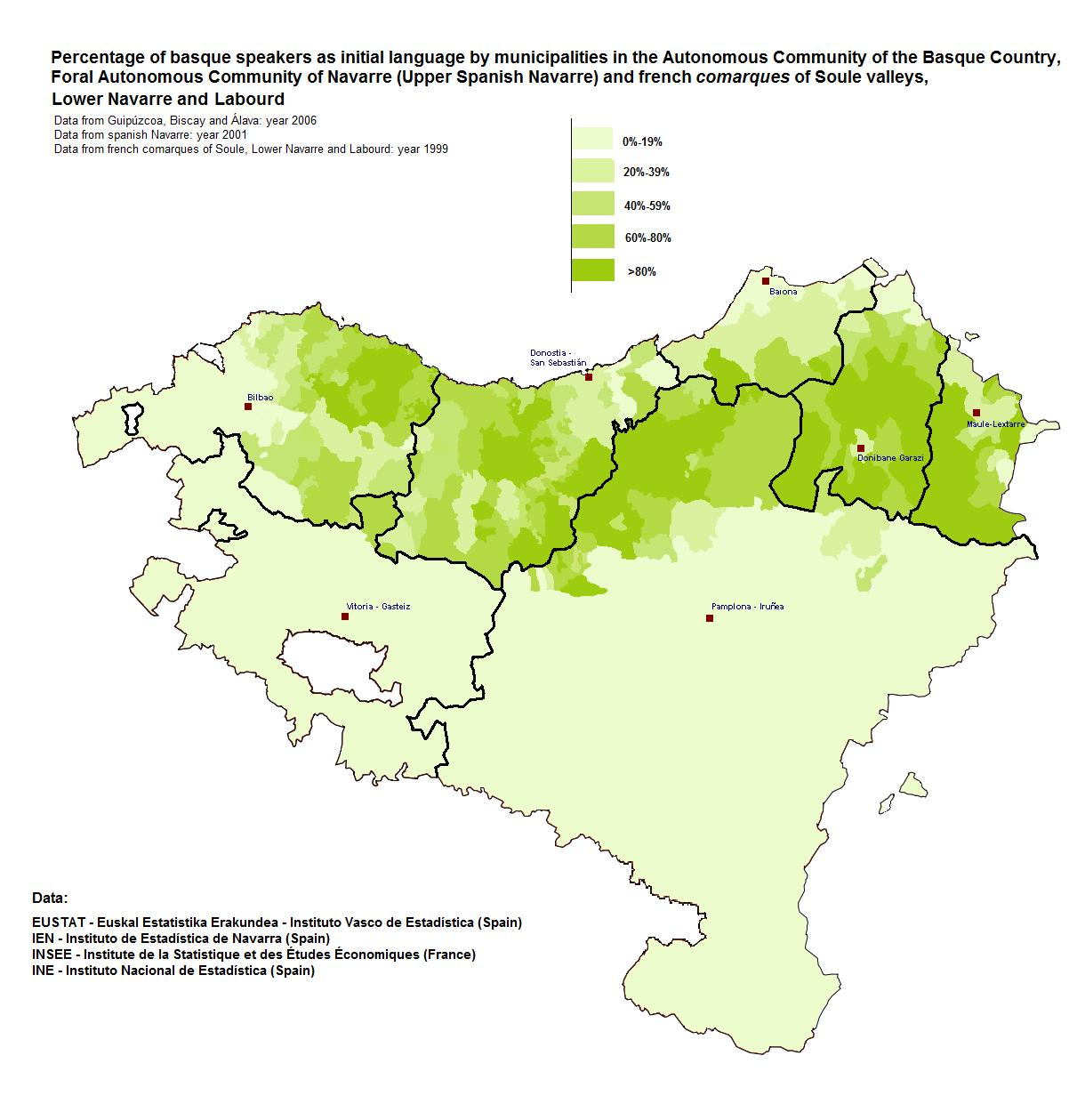
バスク地方における自治体別バスク語話者の割合。

バスク語が話される領域はバスク7領域の一部であり、その歴史の中で拡大も縮小も経験している。10世紀頃にはすでにナバーラ州南端部ではバスク語が話されなくなり、12世紀以後はバスク語領域が徐々に衰退した。国民国家の成立過程では、スペイン政府もフランス政府も多かれ少なかれ、バスク人とその言語的アイデンティティを抑制しようと試みてきた。20世紀の大部分ではバスク語の社会言語学的状況は深刻に低下した。これは他地域からスペイン・バスクにスペイン人労働者が大量に流入し、フランシスコ・フランコ独裁政権下でバスク語やバスク文化が抑圧されたことなどが理由である。1960年頃にはバスク語復権運動が起こり、1975年頃にはバスク7領域で160校のイカストラ が34,000人の生徒を抱えるまでに至った。スペイン1978年憲法第3条ではカスティーリャ語を国家公用語と定めているが、同時に他言語も自治州内の公用語となる可能性を明記している。バスク州は1979年のゲルニカ憲章でバスク語を固有言語に選定し、カスティーリャ語との二言語共同公用体制を敷いた。ナバーラ州は州域を法的に「バスク語圏」「混合圏」「非バスク語圏」に分け、非バスク語圏以外ではバスク語を公用語として認めている。一方、フランス共和国憲法はフランス語を国語と定めており、フランス領バスクにおいてバスク語は公的な地位を得ていない。2013年6月にはフランスの公用語がフランス語であるとする条項に則り、バスク語学校の新設に財政補助を行おうとしたアンダイエ議会に対して違法であるとする判決が下された。なお、バスク語は欧州連合（EU）機関内で限定的な使用が認められており、2011年にはスペイン国会上院でも使用が認められるようになった。2000年代半ばの調査ではバスク語話者は約650,000人であり、うち550,000人がスペイン・バスクに、100,000がフランス領バスクに居住しているとされる。

### 宗教
バスク人は伝統的にカトリック教徒であった。19世紀から20世紀に至るまで、彼らは敬虔で教会に通う人たちで、最近は西ヨーロッパのどこの国でも見られるように、教会へ通う人たちは減少してきたが。15世紀にイエズス会を設立したイグナチオ・デ・ロヨラも、またイエズス会からアジアへ派遣されて来て、日本へ初めてキリスト教を伝えたフランシスコ・ザビエルもバスク地方の出身であった。
プロテスタントが少しもいなかった訳ではない。最初のバスク語の『新約聖書』は、1571年にヨアネス・レイセラガ（Joanes Leizarraga）が翻訳した。それはナヴァラ王国のジャンヌ・ダルブレ女王（プロテスタントのユグノー教徒）により皆がバスク語またはフランス語ベアルン方言（Béarnese dialect）で聖書が読めるようにされた一環であった。しかし、アンリ4世がカトリックに改宗してからは、プロテスタントはほとんどいなくなった。
バイヨンヌには、スペインまたはポルトガルの異端審問を逃れてきたセファルディム系ユダヤ人がいた。カスティリア王国が侵攻してくる前のナヴァラには、イスラム教徒のコミュニティーもあった。
現在は、ある統計では、神様を信ずる人たちは50パーセントをわずかに超えるだけになってきた。高年齢の人たちが宗教的であるのに対して、若い年齢層になればなるほど宗教に対しては懐疑的である。2012年の統計で、カトリック教会信者が58.6パーセントで一番多い宗派で、スペインでも一番世俗的な地域のひとつになってきて、24.6パーセントは無宗教で、12.3パーセントは反神論者であった。

### 教育

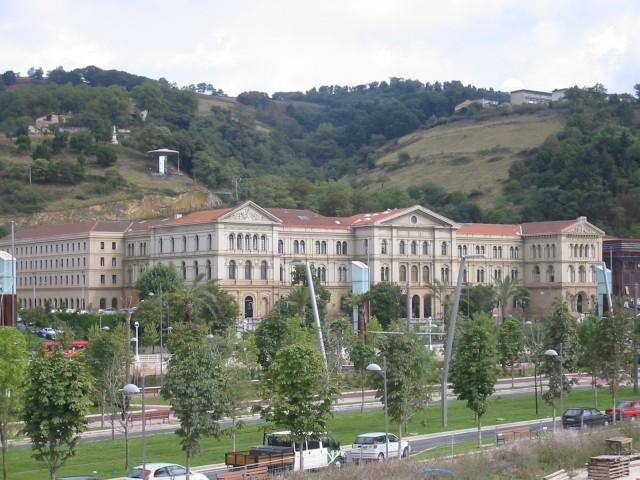
ビルバオにあるデウスト大学

1540年にはアビラ司教によってギプスコアにオニャティ大学が創立され、1548年にエルナニからオニャティに移転した。神学、法学、教会法学、芸術学、医学が教えられ、1869年までは学生はローマ・カトリックに限定されていた。オニャティ大学の建物は現存しており、1931年には国定史跡となっている。1901年に閉校するまでオニャティ大学はスペイン・バスクで唯一認可された大学だった。1897年にはスペイン初の現代的な工学部を持つビルバオ高等工科学校が設立され、現在ではバスク大学の一部となっている。1886年にはイエズス会によってビルバオ近郊のデウスト にデウスト大学が創立され、1916年にはスペインで初めて経済学の学位を与えた。フランシスコ・フランコ政権下ではマドリード大学（現マドリード・コンプルテンセ大学）に次いで文官大臣を多く輩出した大学であり、スペイン屈指のエリート養成機関だった。第二次世界大戦後まで長らく政府非公認のカトリック大学という位置づけだったが、1962年にはスペイン政府によって正式な大学として認可された。デウスト大学の卒業生であるホセ・アントニオ・アギーレなどによって公立大学の創設が望まれており、スペイン内戦中の1938年にはビルバオに公立大学が設置された。バスク州発足後の1980年にはこれら自治州各地の教育機関を統合して、正式にバスク大学（UPV）が創設された。バスク大学はバスク州にある唯一の公立大学であり、3県それぞれにキャンパスを置いている。1943年にはアラサーテ/モンドラゴンに高等工科学校が設立され、1997年に正式にモンドラゴン大学として認可された。2011年にはヨーロッパ初の食科学に関する4年制学部として、サン・セバスティアンに食科学部が開設された。
1952年にはローマ・カトリック教会に属するオプス・デイがパンプローナにナバーラ大学を創設した。ナバーラ大学はパンプローナとサン・セバスティアンの2か所にキャンパスを有しており、経済学・経営学部はエコノミスト誌やフィナンシャル・タイムズ紙によって世界トップクラスの評価を受けている。医学部は前衛的な研究を行っており、2004年には腫瘍学・病理生理学・神経科学・生物医学の4ジャンルを合わせもつ応用医学研究センターが開設された。1987年にはナバーラ州初の公立大学として、既存の高等教育機関を統合してナバーラ州立大学が創設された。パンプローナとトゥデラにはスペイン国立通信教育大学（UNED）のセンターが存在する。

### 交通

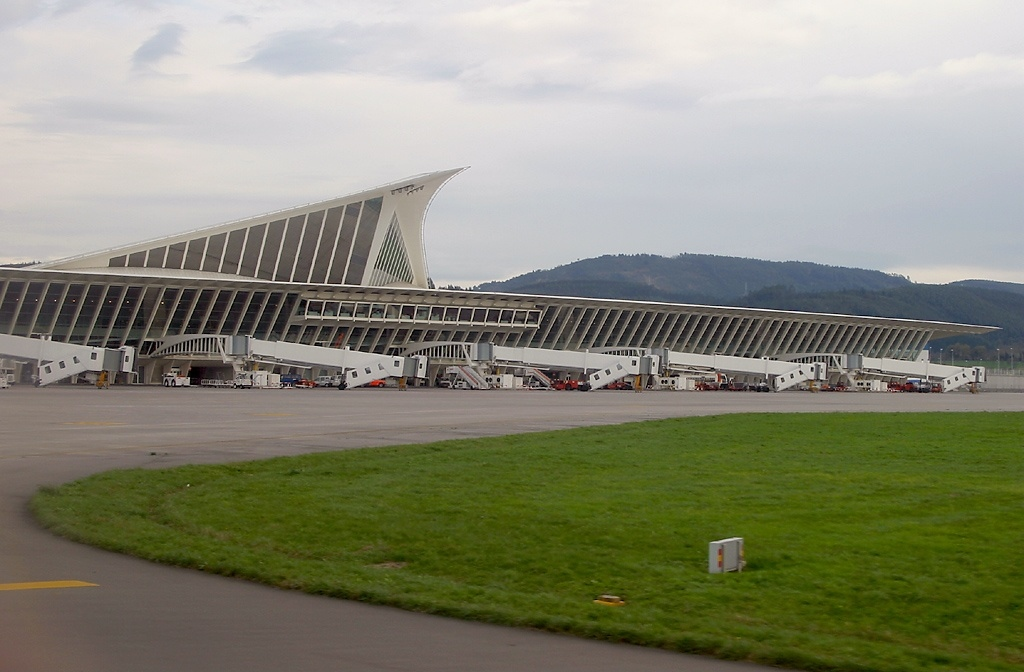
バスク地方最大の空港であるビルバオ空港。

バスク地方にはビルバオ空港（ビスカヤ県）、サン・セバスティアン空港（ギプスコア県）、ビトリア空港（アラバ県）、パンプローナ空港（ナバーラ州）、ビアリッツ＝アングレット＝バイヨンヌ空港（ラブール）の5つの空港がある。バス＝ナヴァールとスールに空港は存在しない。ビルバオ空港とビアリッツ＝アングレット＝バイヨンヌ空港は国際空港であり、その他は国内便のみの空港である。ビルバオ空港の2012年の旅客数は約417万人であり、スペイン国内では13番目に旅客数の多い空港だった。サン・セバスティアン空港はスペイン＝フランス国境を流れるビダソア川に面しており、滑走路のすぐ先に国境線が引かれている。2012年の旅客数は約26万人であり、スペイン国内では31番目に旅客数の多い空港だった。ビトリア空港は5空港の中で最長の3,500mの滑走路を有するが、貨物便を主体とする空港であり、2012年の旅客数は約24,000人の少なさだった。ビトリア空港には2014年10月にニューヨーク行きの旅客便が設定され、バスク地方から初めて大西洋を超える便となった。ビアリッツ＝アングレット＝バイヨンヌ空港はロンドンなどへの国際便を有し、2013年の旅客数は約110万人であり、フランス国内では20番目に旅客数の多い空港だった。

## 文化

### 文学

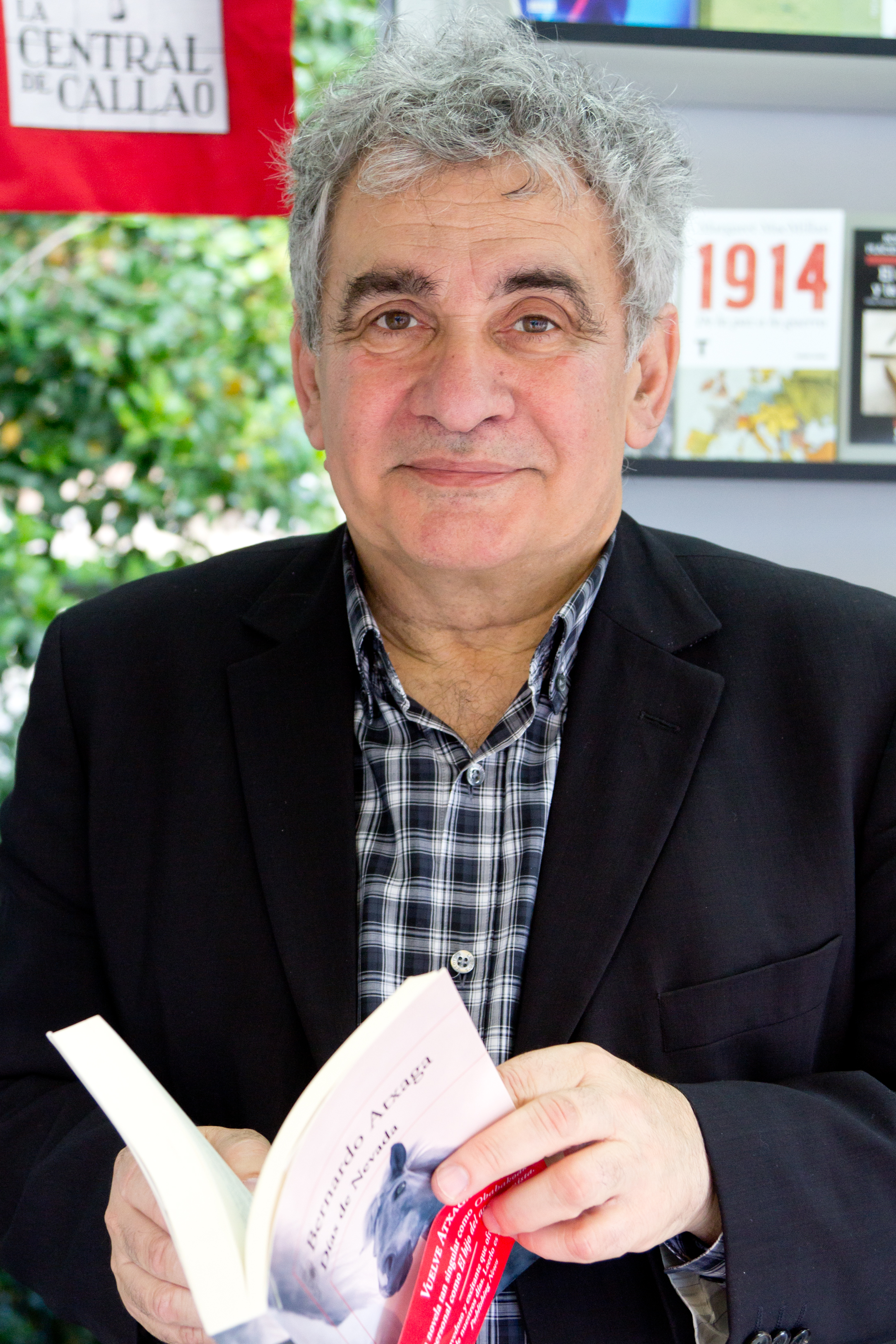
ベルナルド・アチャーガ

現在確認されているバスク語最古の出版物は、1545年にベルナト・エチェパレによってボルドーで出版された韻文詩集の『バスク初文集』である。この韻文詩集から約20年後にはヨアネス・レイサラガによって新約聖書とカルヴァン派の教えの部分的翻訳が試みられ、17世紀半ばにはペドロ・デ・アシュラルというバスク語最初期の作家が登場した。バスク語文学はラブールを中心に開花し、アシュラルの代表作である1643年の『あとで』は「バスク語文学における真の傑作」と称された。19世紀にはフアン・アントニオ・モゲルがバスク語による初の小説とされる『ペル・アバルカ』を著し、ビスカヤ方言で書かれたこの作品は言語的にも貴重な資料となった。ルイ＝リュシアン・ボナパルトのバスク研究開始（1856年）からスペイン内戦勃発（1936年）まではバスク文芸のルネッサンスの時代とされ、19世紀末には「バスク民族主義の父」サビノ・アラナが様々なバスク語雑誌を刊行してバスク語の発展に貢献した。チョミン・アギーレは漁師や農民の生活に興味を抱き、1906年にはビスカヤ方言で『潮』を、1912年にはギプスコア方言で『羊歯』を著した。詩の分野ではシャビエル・リサルディやオリシェが活躍した。スペイン内戦後のフランコ体制下では言語的に迫害されたが、1950年頃には文芸復興が始まった。1957年にチリャルデギが書いた『レトゥリアの秘密の日記』は「バスク語文学における小説の真の始まり」と言われ、ラモン・シャイサルビトリアの作品は普遍性のある文学として評価された。20世紀末から21世紀初頭にはベルナルド・アチャーガ、アンヘル・レルチュンディ、マリアシュン・ランダ、ウナイ・エロリアガ、キルメン・ウリベなどのバスク語作家がスペイン国民文学賞の各部門で受賞し、スペイン文学界で高い評価を受けている。カスティーリャ語文学やフランス語文学と比べるとバスク語文学の歴史は乏しいが、現代作家は様々な文芸分野で活動してバスク文化に大きな影響を与えている。

### 音楽・映画・美術
バスク地方には生活に深く根付いたベルチョラリツァと呼ばれる伝統的な即興詩歌があり、競技大会や友人の集まりなど様々な場所で披露される。また、チストゥ（3本穴の縦笛）、アルボカ（牛の角笛）、チャラパルタ（木板の打楽器）、トリキティシャ（ボタン式アコーディオン）などの伝統的な楽器があり、結婚式や村祭りなどの祭事で演奏されてきた。1960年代にはミケル・ラボアなどがバスク語による新しいバスク音楽の創造を試み、1980年代半ばにはフェルミン・ムグルサなどが政治的主張も行うラディカル・ロックでスペイン国外にも進出し、1990年代以降には政治性を排したケパ・フンケラ（トリキティシャ）やオレカTX（チャラパルタ）などの伝統楽器奏者が国内外で高い評価を受けている。
バスク地方では無声映画の時代から、バスク語やカスティーリャ語で映画が製作されている。カスティーリャ語の映画では『タシオ』（1984年）、『バスク・ボール』（2003年）、『オババ』（2005年）など、バスク語の映画では『道を教えて、イシャベル』（2006年）、『80日間で』（2010年）などがある。バスク地方出身の映画監督にはフリオ・メデムやアレックス・デ・ラ・イグレシアなどがおり、メデムはバスク州の独立問題・テロ問題を扱った『バスク・ボール』で論争を巻き起こした。
バスク地方出身の芸術家にはホルヘ・オテイサやエドゥアルド・チリーダ（いずれも彫刻家）などがいる。いずれも抽象的・幾何学的・重厚な作風が特徴であり、両者はスペイン内戦後のスペイン彫刻の出発点をなすとされる。両者は1980年代後半に相次いでアストゥリアス皇太子賞を受賞しており、オテイサはサンパウロ・ビエンナーレ彫刻部門グランプリ、チリーダは高松宮殿下記念世界文化賞彫刻部門などを受賞して世界的にも評価されている。1997年にはビルバオにビルバオ・グッゲンハイム美術館が開館し、地域経済への投資の増加など大きな成功をおさめている。

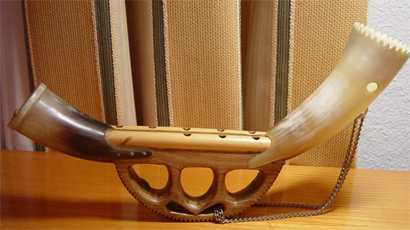
伝統的なアルボカ
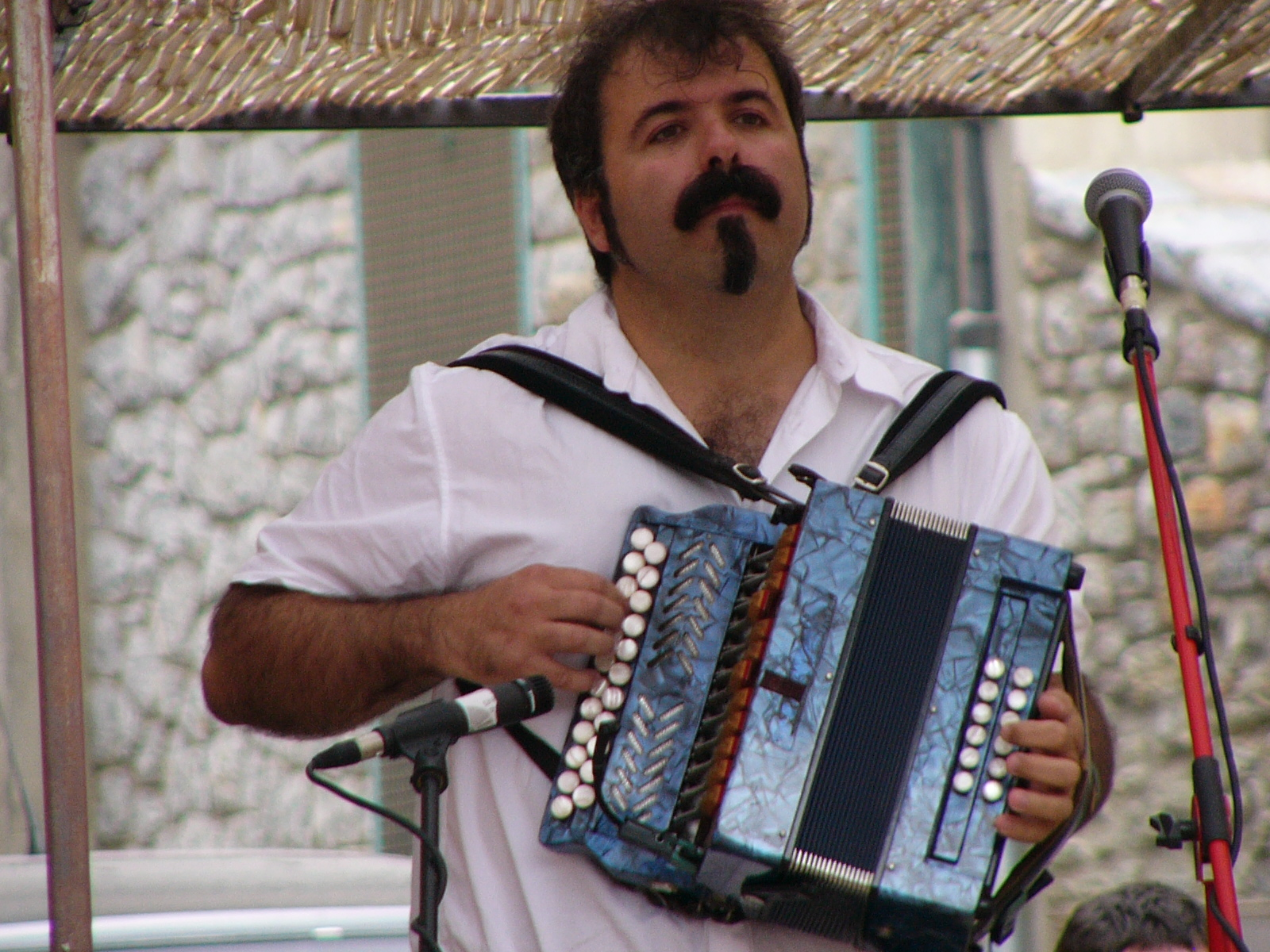
トリキティシャ奏者
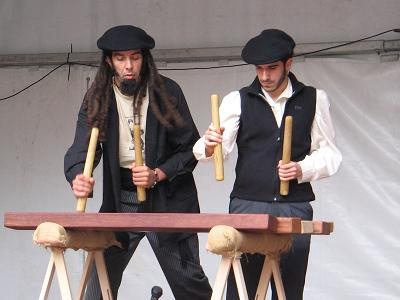
チャラパルタ奏者
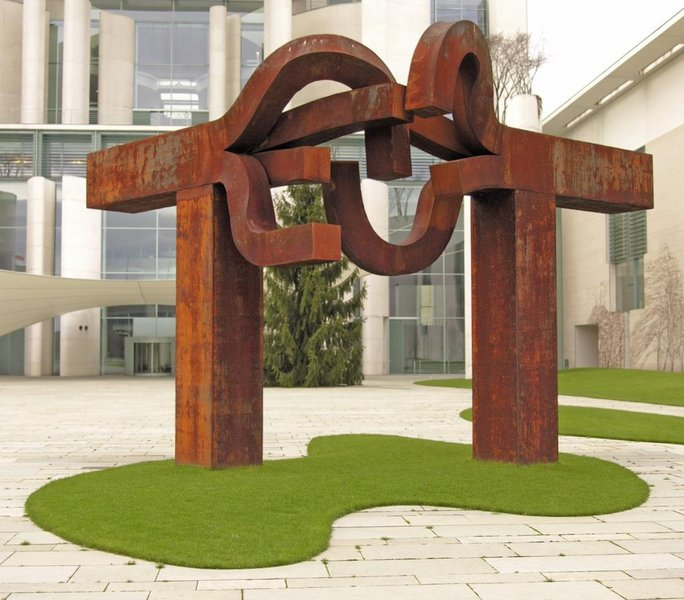
チリーダの彫刻作品
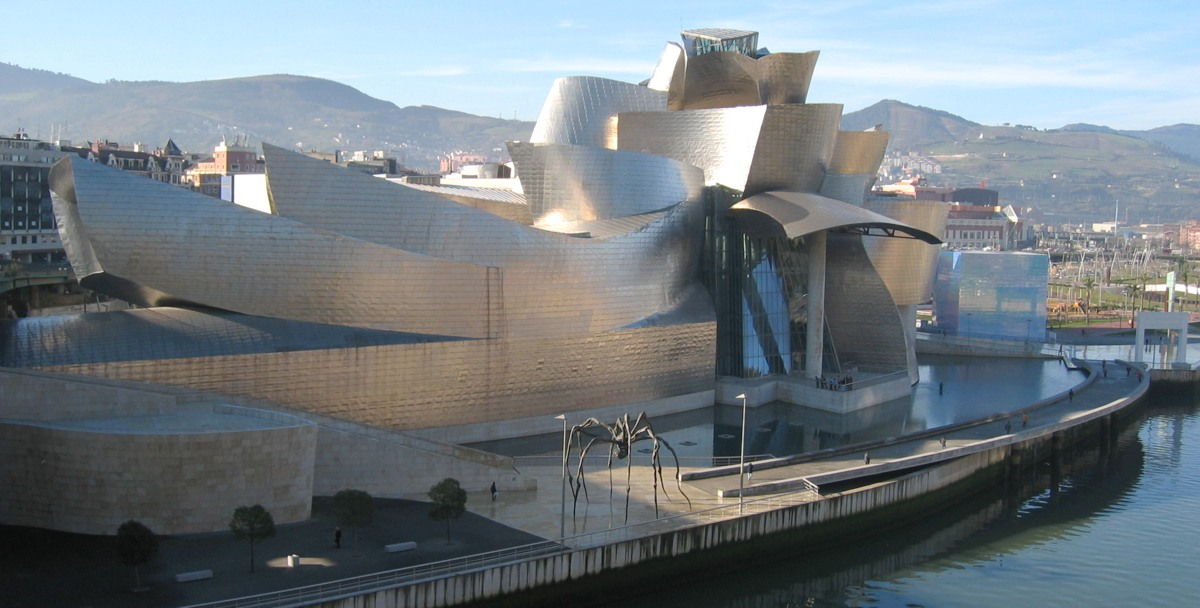
ビルバオ・グッゲンハイム美術館

### 料理

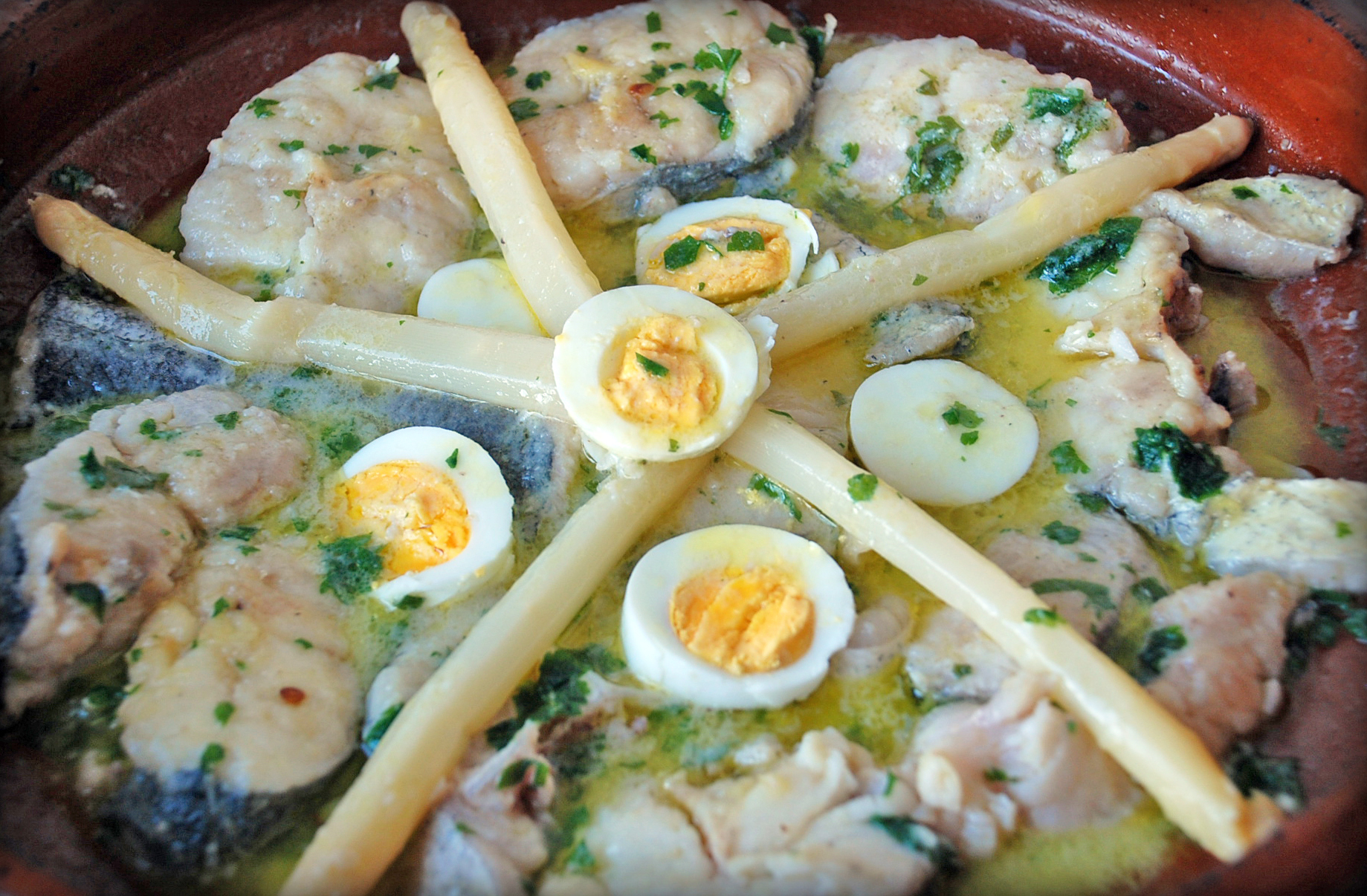
伝統的なタラ料理

スペインやフランスの他地域とは異なる食文化はバスク料理として知られている。エル・ブジなどで知られるシェフのフェラン・アドリアは、「食事の平均的な質やレストランの質という観点では、サン・セバスティアンが世界でもっとも優れた町かもしれない」と述べている。タラ、メルルーサ、ウナギの稚魚などの魚介類が海バスクを代表する食材であり、定番料理にはマルミタコ（カツオとジャガイモの煮込み）、タラのピルピルソース風、イカの墨煮、ウナギの稚魚のビルバオ風などがある。有名レストランで提供される新バスク料理や、バルで提供されるピンチョスなども含め、バスク料理自体が観光資源となっている。アラバ県のエブロ川流域はリオハとして知られる赤ワインの生産地域であり、ビスケー湾沿岸ではチャコリと呼ばれる白ワインが生産される。シードラと呼ばれるリンゴ酒の生産も盛んであり、酒蔵はギプスコア県・アスティガラガ周辺に集中している。

### スポーツ
バスク地方ではサッカー、ラグビーユニオン、自転車競技、サーフィンなどのスポーツが盛んであり、バスク・ペロタや農作業から生まれた伝統的スポーツも人気がある。
スペイン・バスク
スペイン・バスクでは特にサッカー、バスケットボール、自転車競技などが盛んである。サッカーではアスレティック・ビルバオ（リーグ優勝8回・カップ優勝24回）やレアル・ソシエダ（リーグ優勝2回・カップ優勝2回）などのクラブがリーガ・エスパニョーラに所属している。アスレティック・ビルバオはバスク人のみで選手を構成していることが特徴であり、レアル・マドリードやFCバルセロナとともに1部リーグから降格したことがない3クラブのひとつである。レアル・ソシエダもかつてはバスク人のみで選手を構成していたが、1989年にはバスク人以外の初の選手としてイングランド人のジョン・オルドリッジを獲得した。1913年にビルバオに建設された初代エスタディオ・サン・マメスはスペイン初の大規模サッカー専用スタジアムであり、1920年にスペイン代表が銀メダルを獲得したアントワープ五輪では、全メンバーのうち計15人がバスク人だった。1928年の全国リーグ創設時には10クラブ中4クラブがバスク3県に本拠地を置くクラブだった。フランコが死去してスペインが民主化移行期にあった1980年代初頭には、アスレティック・ビルバオとレアル・ソシエダの2クラブが4シーズンの間リーグタイトルを独占した。2000-01シーズンにはアスレティック・ビルバオ、レアル・ソシエダ、デポルティーボ・アラベス、CAオサスナが1部リーグに在籍したが、スペイン・バスクの4領域すべてのクラブが揃うのは史上初のことだった。スペイン・バスク出身の著名選手には、スペイン代表最多出場記録を保持していたアンドニ・スビサレッタ、2010 FIFAワールドカップ優勝メンバーとなったシャビ・アロンソなどがいる。
バスク地方出身の著名な自転車競技選手には、ツール・ド・フランスで5度個人総合優勝を果たしたミゲル・インドゥラインなどがおり、アブラアム・オラーノはブエルタ・ア・エスパーニャと世界選手権個人ロード・個人TTで優勝した。自転車競技チームとしてはかつてUCIプロチームのエウスカルテル・エウスカディが存在し、北京オリンピック個人ロード金メダルのサムエル・サンチェスなどが所属していたが、資金難のために2013年に解散した。エウスカルテルは「バスク人のバスク人によるバスク人のためのチーム」であり、2012年までは所属選手をバスク地方出身かバスク地方でアマチュア時代を過ごした選手に限定していた。スポンサーの一つであったエウスカディ（バスク州自転車基金）はカテゴリーこそ一つ下げたがバスク人の為のチームのチームのタイトルスポンサーを続けている。
インドゥラインが所属したチームのバネストの後継にあたるUCIワールドチームのモビスター・チームはパンプローナ近郊のナバーラ州エグエスに本部を置いている。
フランス領バスク
フランス領バスクではサッカーよりラグビーの方が盛んだとされており、フランス選手権トップ14には常にビアリッツ・オランピック（全国優勝6回・ハイネケンカップ準優勝2回）、アヴィロン・バイヨネ（全国優勝3回）などのクラブが所属している。ビアリッツ・オランピックは赤・白・緑のバスクカラーのユニフォームをまとい、サポーターはスタンドからイクリニャ（バスク国旗）を振って応援する。ビアリッツ・オランピックはハイネケン・カップのホームゲームを、国境を越えたサン・セバスティアンのエスタディオ・アノエタで開催している。フランス領バスクにあるラグビーチームの選抜チームとして、ラグビーバスク選抜がある。1990年、ラグビーバスク選抜はフランス遠征中のラグビーニュージーランド代表（オールブラックス）を破った。2012年11月にはビアリッツでラグビー日本代表と親善試合を行い、19-3で勝利した。
フランス領バスクに著名なサッカークラブは存在しない。フランス領バスク出身でサッカーフランス代表の主力として活躍した選手には、1990年代後半に代表キャプテンを務めたディディエ・デシャンやビセンテ・リザラズなどがいる。バスク・サッカー連盟は国際サッカー連盟（FIFA）や欧州サッカー連盟（UEFA）などの統括機関には加盟していないが、サッカーバスク国代表はバスク7領域全体の代表として定期的に各国代表と試合を行っている。サッカーの他には、バスケットボール、アイスホッケー、女子サッカーなどの競技でバスク7領域全体のバスク国代表が結成されている。ビアリッツでは世界的なサーフィン大会が開催されており、バイヨンヌでは闘牛が愛されている。ランス領バスク全体でバスク・ペロタも人気がある。

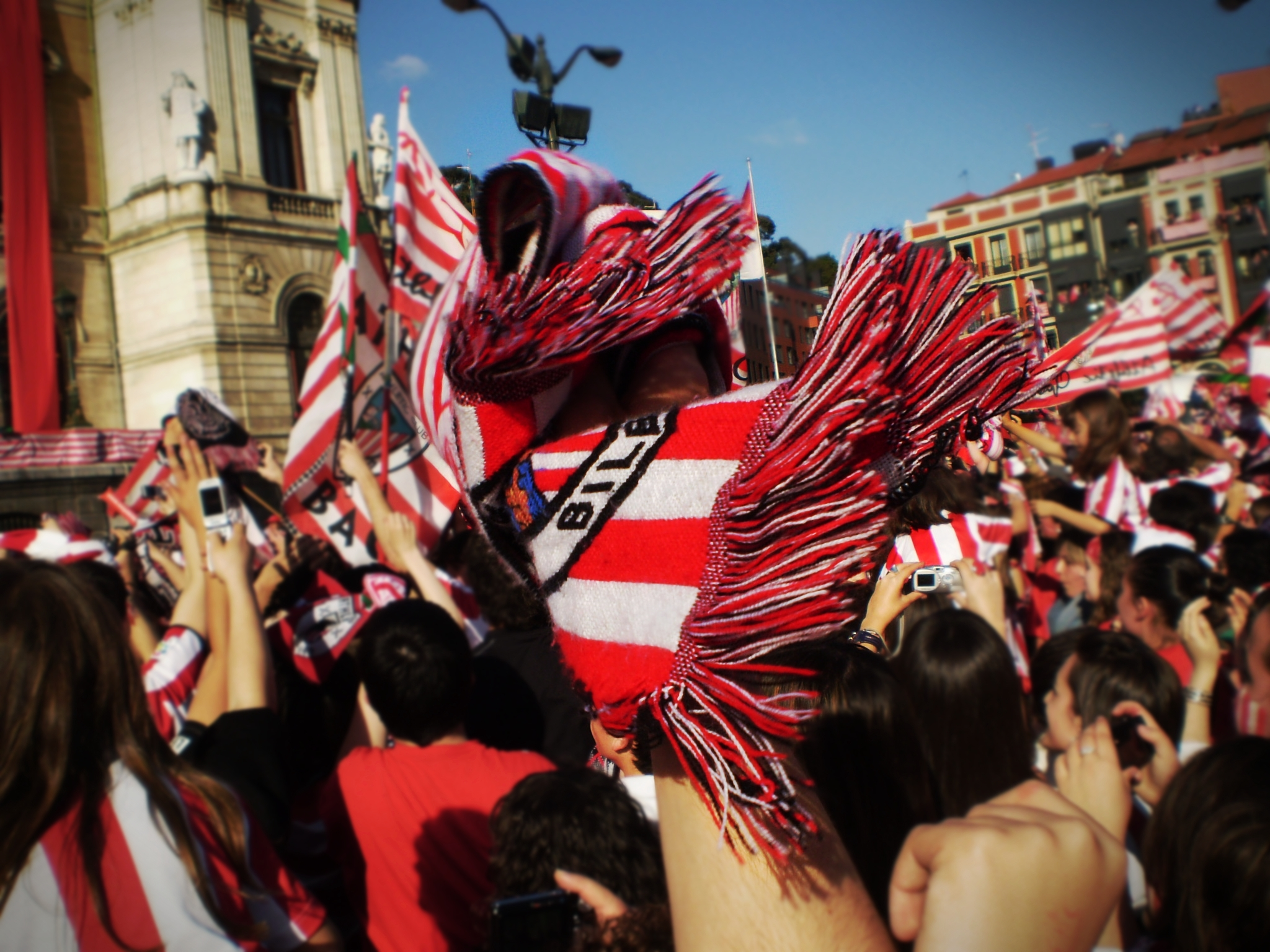
バスク人のみで構成されるアスレティック・ビルバオ
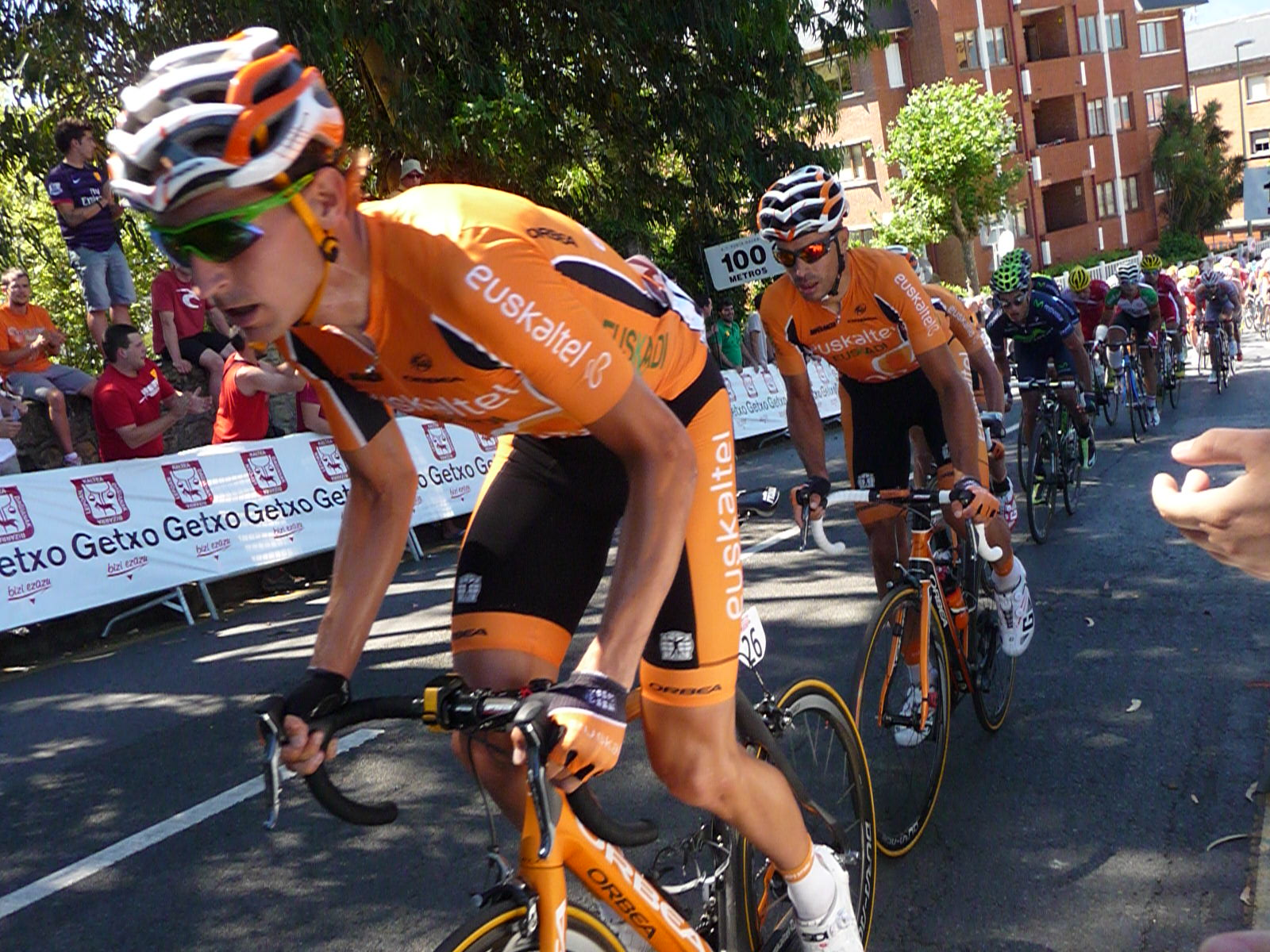
エウスカルテル・エウスカディの選手
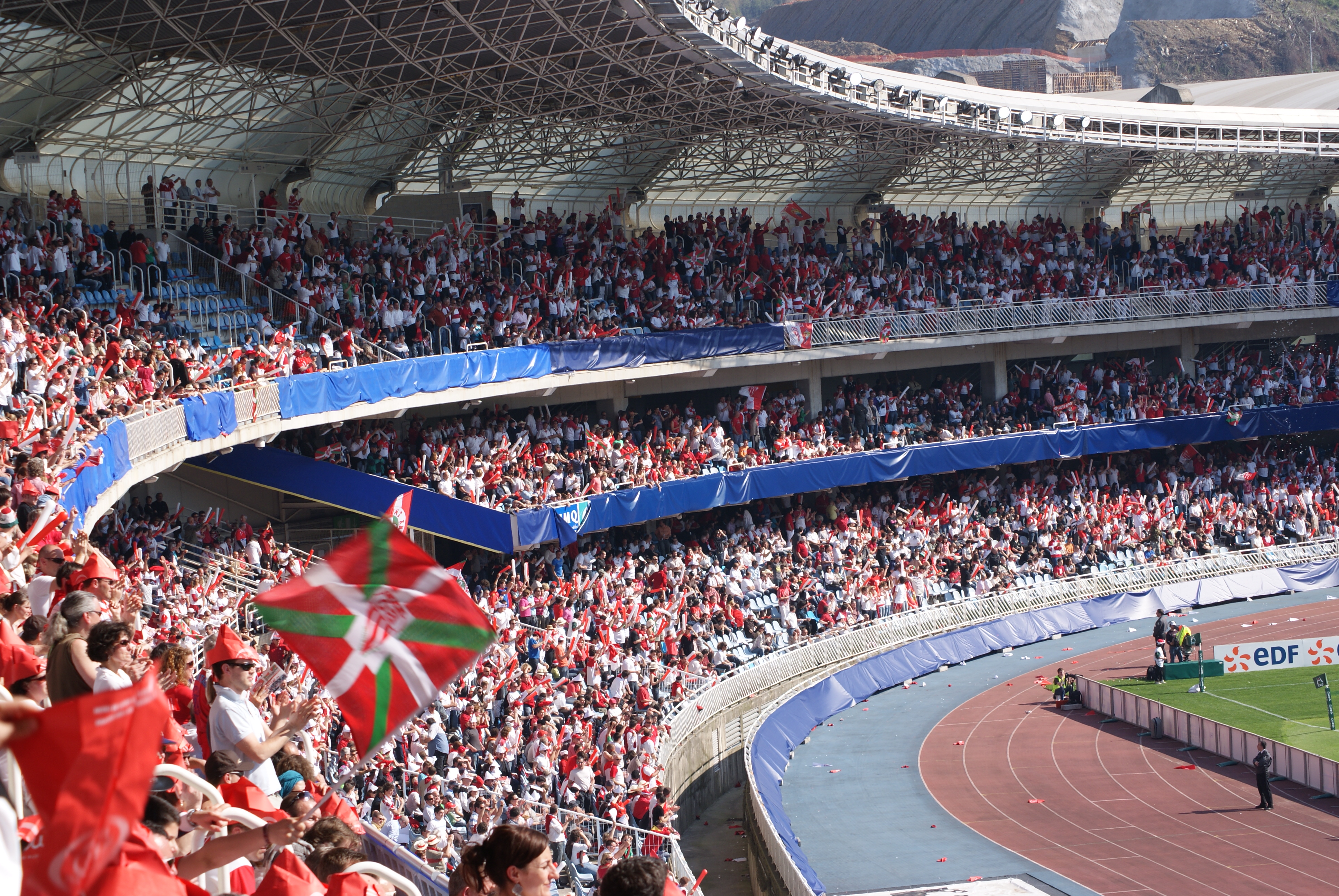
イクリニャを揺らすビアリッツ・オランピックの応援

#### 伝統的スポーツ

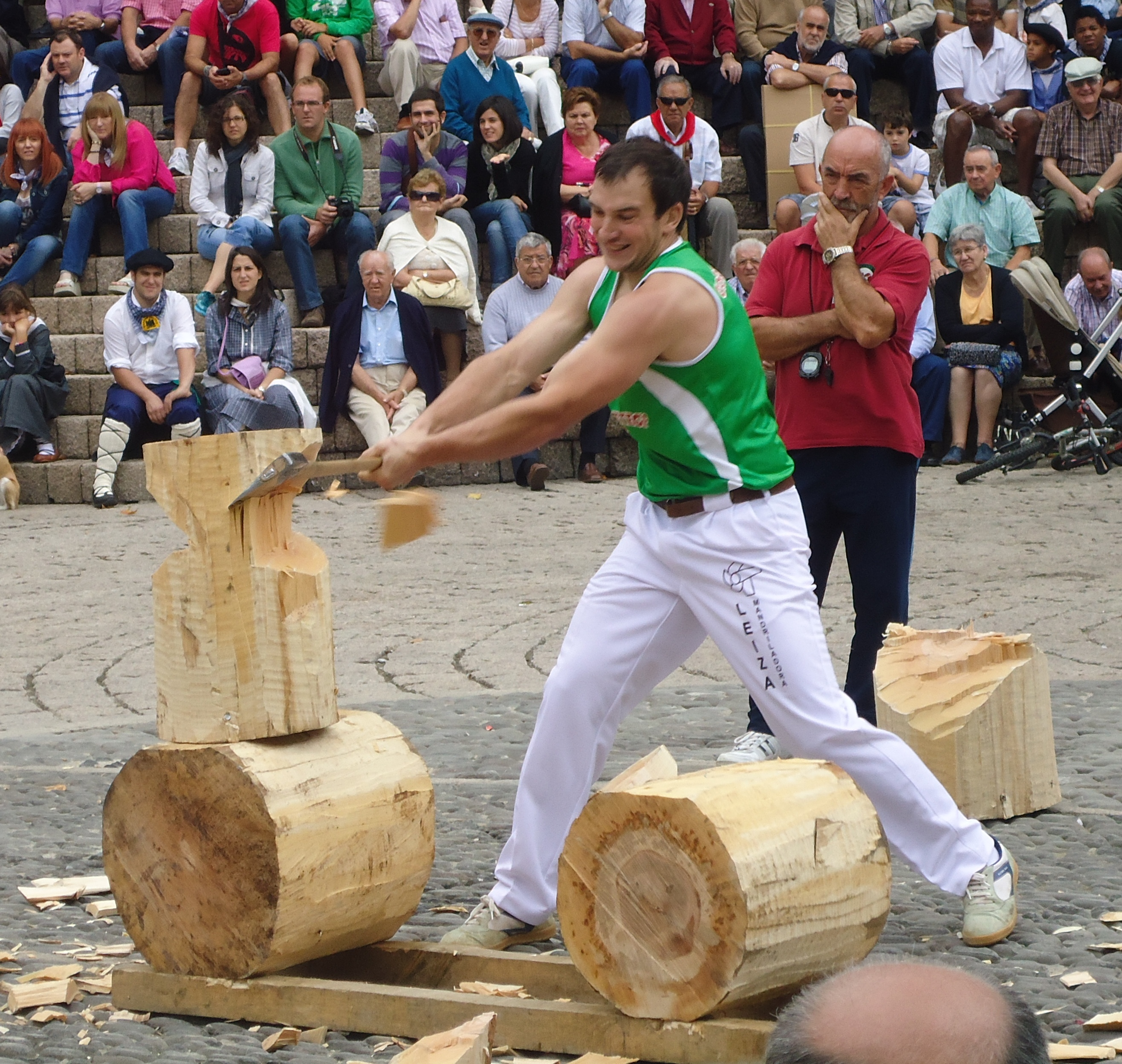
丸太切り競技中の選手

バスク地方の伝統的なスポーツとしてはペロタ・バスカがある。ペロタ・バスカは素手もしくはラケットとボールを用いるコートスポーツ / 球技である。ペロタ・バスカはパリオリンピックでは正式競技として開催され、その後は1924年パリオリンピック、メキシコシティーオリンピック（1968年）、バルセロナオリンピック（1992年）の3大会で公開競技として開催された。1929年にはバスク・ペロタ国際連盟が設立され、ヨーロッパや南北アメリカを中心にフィリピンやインドなども加えた27カ国の連盟が加盟している。1940年からスペイン全国選手権が開催されており、バスク地方にはプロ選手が存在するほか、ナバーラ州ではサッカー選手よりもペロタ選手のほうが人気があるとされる。ペロタ・バスカの変種にハイ・アライがあり、特にアメリカ合衆国でプレーされている。ハイ・アライは羊皮でくるまれた125-140gのボールを用い、「あらゆるスポーツの中でもっとも硬いボールを用いる」とされることがある。ホセ・ラモン・アレイティオはハイ・アライのボールで時速302km（188mph）を記録したことがあり、これはボール競技の世界最高速度となっていたが、2007年にはゴルフボールのロングドライブ競技(英語版)で、ジェイソン・ズバックが時速328km（204mph）を記録して世界記録を塗り替えた。ハイ・アライにはギャンブルの要素も加わっている。
農作業から生まれた伝統的スポーツも人気が高く、克己心や忍耐力を必要とするバスク民族固有の特性が反映されている。イディ・プロバック（巨大な石を制限時間内に引っ張る競技）、セガ・アプストゥア（刈り取った牧草の重量を競う草刈り競技）、エリ・キロラク（巨大な石を肩まで担ぐ石の担ぎ上げ競技）、アイスコラリ（斧だけを用いて丸太を切断する丸太切り競技）、ソカ・ティラ（綱引き競技）、チンガス（両手に鉄の塊を持って歩く競技）などがある。これらの競技にもギャンブルの要素が加わり、祭礼には欠かせないイベントとなっている。伝統的スポーツは職業の作業形態を競技化したものがほとんどであり、そこには原初的なスポーツの成立過程がみられる。サッカーを除けばバスク人は近代スポーツへの関心が薄いとされ、他民族に比べて固有の伝統的スポーツの人気が高い。桁はずれな体力と気力を必要とする競技ばかりであるが、格闘技の要素を持つ競技はみられない。